# 共楽館
共楽館（きょうらくかん）は、茨城県日立市にある、日立鉱山の福利厚生施設として1917年（大正6年）に完成した劇場である。1967年（昭和42年）には日立鉱山から日立市に寄贈され、現在は日立武道館として使用されている。1999年（平成11年）に国の登録有形文化財に登録され、2009年（平成21年）には日立市の有形文化財に指定されている。なお当記事内では、共楽館と同様に日立鉱山の娯楽施設として建設された本山劇場と、日立鉱山の支山であった諏訪鉱山の娯楽施設であり、やはり日立鉱山が経営していた諏訪会館についても触れていく。

## 急速な日立鉱山の発展と娯楽施設の建設

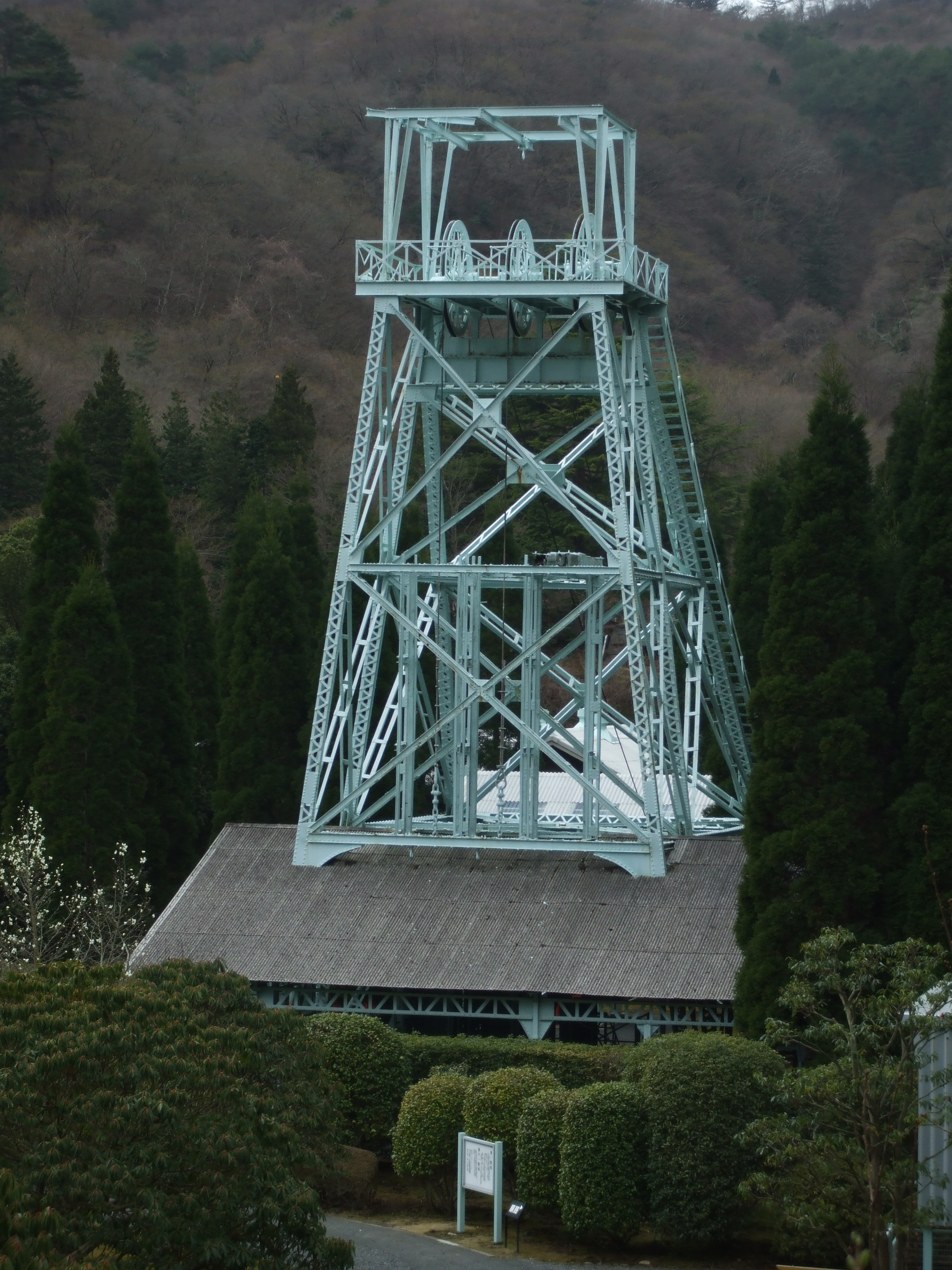
日立鉱山創建直後である、1906年2月に開鑿が開始された日立鉱山第一立坑。

1905年（明治38年）12月、藤田組を退職した久原房之助は茨城県日立村の赤沢銅山を買収し、日立鉱山と改名する。赤沢銅山は佐竹氏の常陸統治時代から開発が始まっていたとも言われ、江戸時代に入るとしばしば採掘が試みられたものの、採算が取れなかったことに加えて、鉱毒問題など鉱害を引き起こして地域住民との間にトラブルが発生し、水戸藩が鉱山開発を規制してしまったため、鉱山開発は思うように進まなかった。
赤沢銅山は明治以降もしばしば開発が試みられたものの、やはり経営が軌道に乗ることはなかった。これまで開発の試みが挫折し続けてきた鉱山を買収した久原房之助であったが、久原は買収した日立鉱山を日本を代表する銅鉱山に成長させることに成功する。明治時代、産業全体がまだ未発達であった日本において銅は数少ない外貨獲得源の一つであり、政府は銅の生産拡大に大きな関心を持っていた。銅の生産は日本の経済発展のけん引役としての期待を担い、成長していく。
久原房之助が日立鉱山を買収した頃、銅の生産に新しい流れが始まっていた。まず、日本の産業発達が本格化する中で重工業が発展し、電力需要が増大して銅の国内市場が拡大しつつあった。また久原房之助が日立鉱山を買収する前に、所長として鉱山再生に尽力した小坂鉱山で成功した生鉱吹精錬は、これまでの精錬法に比べて燃料使用が大幅に節約できた上に、精錬が困難であった複雑な組成の鉱石や低品位の鉱石も処理が可能となったという画期的な技術革新であり、日立鉱山の発展にも大きく寄与した。そして捲揚機を導入するなどの採鉱の電力化、削岩機を採用するなどの機械化も、他の有力銅鉱山よりも遅れて開発が本格化した日立鉱山では、当初から積極的であった。その上、鉱床の幅が広い変成鉱床であるキースラーガ鉱床の日立鉱山は、階段法という新しい方式の採掘法の採用に適しており、1905年（明治38年）末の日立鉱山発足直後から階段法が採用された。更に日立鉱山にとって追い風になったのは常磐線沿線にあるというその立地であり、これは足尾銅山など他の日本の有力銅鉱山よりも遥かに有利であった。このような銅の国内市場の発達、精錬、採鉱の技術革新、恵まれた立地条件を最大限に生かすことによって、日立鉱山は急速に発展していく。
豊富な埋蔵量がある上に時流に乗り、また立地条件にも恵まれた日立鉱山は、早くも創業4年目の1908年（明治41年）には、足尾銅山、小坂鉱山、別子銅山などと並ぶ日本を代表する銅山へと発展する。鉱山の急速な発展は必然的にそこで働く従業員の急増をもたらし、これまで茨城県北部の一寒村にすぎなかった日立は、極めて短期間のうちに多くの人々が働き、居住する場所へと変貌していった。日立鉱山は急速に発展したため、銅の生産に関わる鉱山関連施設の充実と並んで、鉱山で働く人々への日用品の供給や住環境の整備、そして病院、娯楽施設の建設といった福利厚生施設の建設など、生活環境の整備、確立は当初からの大きな課題となった。
また日立鉱山を経営する久原房之助の「一山一家」という理念も、鉱山に働く人々に対する生活環境の整備、確立に大きく寄与した。久原の理想は日立鉱山を労使の対立や鉱山と地域との対立が全く無い、一種の理想郷として建設していくことであった。このため、鉱山で働く人々のために廉価で米や日用品の購入が行える供給所を整備したり、鉱夫が居住する住宅の家賃、電気代、水道代を無料とするなど、鉱山労働者の生活に配慮した施策を打ち出していく。このように日立鉱山で働く人々に対する生活環境の整備、確立が進められていく中で、福利厚生施設整備の一環として娯楽施設の建設が行われることになった。

## 芝居小屋建設ラッシュと日立鉱山

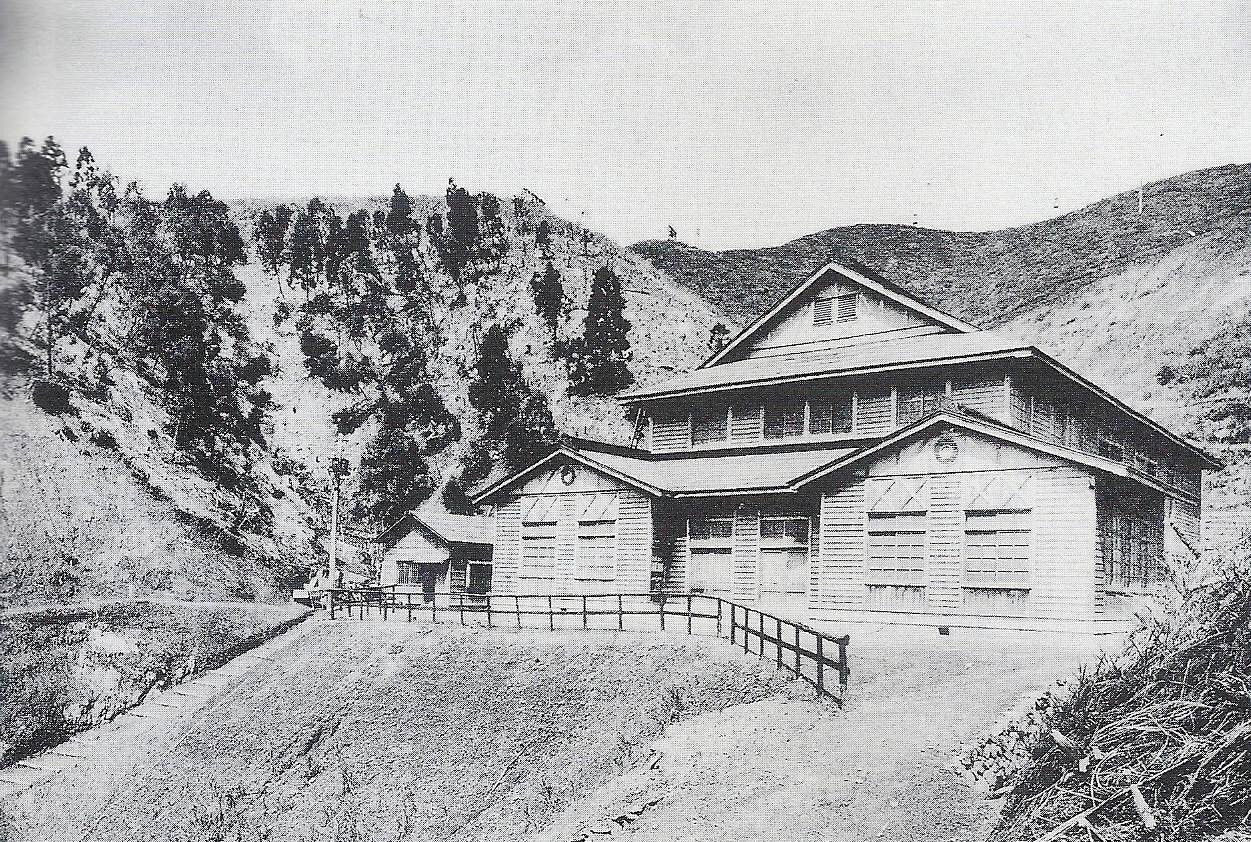
共楽館に先立ち、日立鉱山の鉱山労働者たちのための福利厚生施設として1913年に完成した本山劇場

日立鉱山が急速な発展を見せた20世紀初頭はまた、大衆文化としての舞台芸能が定着しつつあった時代でもあった。歌舞伎以外にも手品、漫才、サーカスなどといった演芸、新派劇や娯楽性の強い軽演劇が上演され、また映画も台頭し始めた。大衆文化としての舞台芸能の隆盛は劇場の建設が進められるきっかけとなり、日本各地で多くの劇場が建設されることになった。
鉱山の急速な発展に伴い、多くの人々が暮らすようになった日立でも劇場の建設が始まった。明治末期には日立座、そして1913年（大正2年）には栄座という劇場が建設された。このような中、鉱山という荒々しい環境の中で、息抜きの場としての娯楽施設の活用に着目した日立鉱山の経営陣は、劇場の建設を進めることになった。
久原房之助を中心とした日立鉱山の経営陣は、特に鉱山労働者たちの中に過度の飲酒による弊害があることを憂慮していた。過度の飲酒の弊害としては喧嘩、無断欠勤、職場における災害の原因、そして家計の逼迫などが挙げられており、この問題にどのように対処するのかは鉱山経営陣にとって悩みの種であった。まず酒は鉱夫1人につき1日2合を限度とする供給制を取り、節酒を心がけさせようと試みたものの、日立鉱山は交通の便が良いこともあって、鉱山外にある飲食店に繰り出して酒を飲むことも少なくなかった。そこで鉱山内に劇場を建設して、鉱山労働者たちに飲酒に代わる遊興の場を設け、精神的な慰安をもたらそうと考えた。

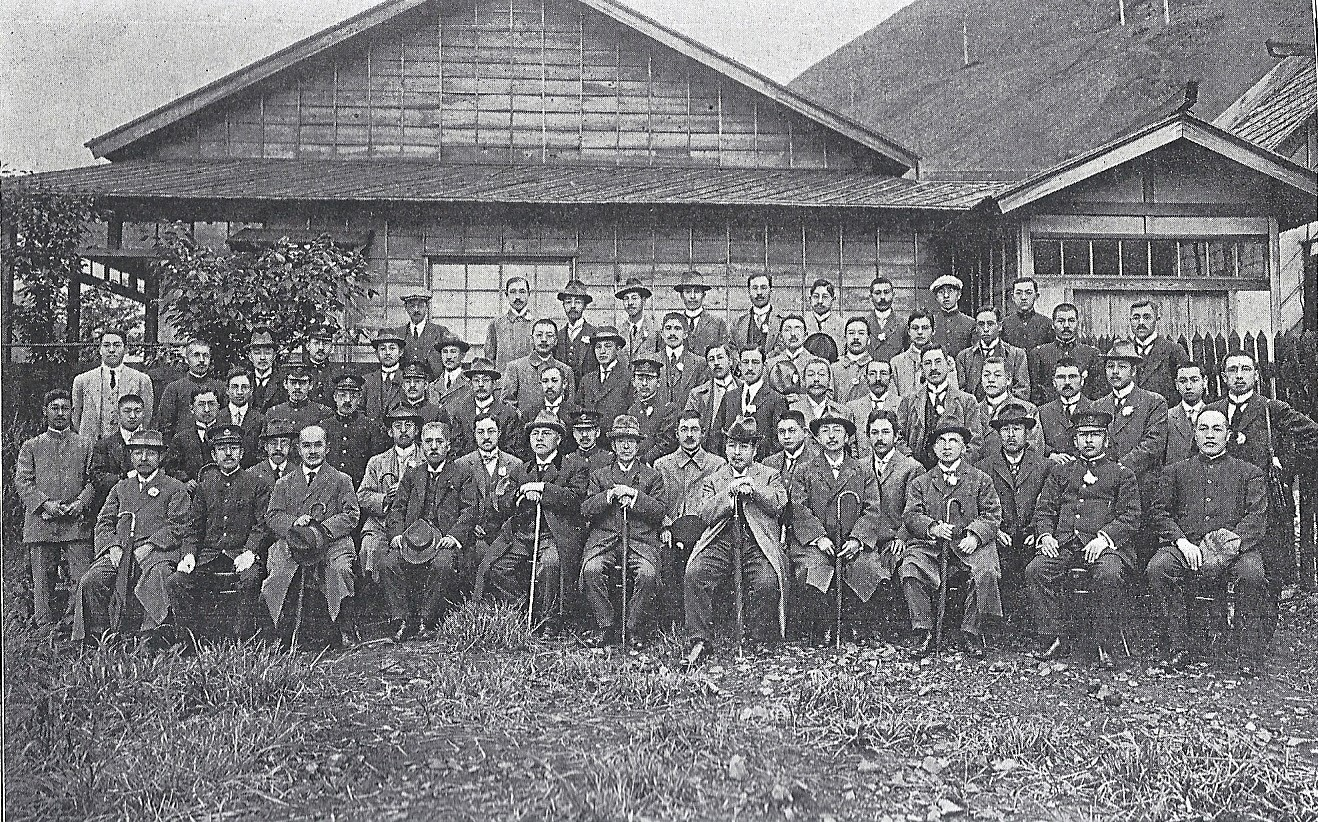
1917年5月6日、日立鉱山の視察旅行中である土木学会会員の記念撮影。背景の建物は日立鉱山の役員用福利厚生施設として大雄院地区にあった集会場。この視察時、集会場で日立鉱山側からの歓迎の午餐会が催され、鉱山の角弥太郎所長から歓迎の挨拶がなされた。

日立鉱山ではまず1913年（大正2年）1月、精錬の中心地である大雄院に役員用の福利厚生施設として集会場が建設された。集会場は役員間の会議や講演会の会場などに活用される他に、碁盤、将棋盤など娯楽用の道具が各種備えられ、集会場を会場としてイベントも行われており、役員やその家族の余暇に利用された。続いて1913年（大正2年）8月には鉱山労働者のための福利厚生施設である本山劇場が開場した。本山劇場は日立鉱山の採鉱の中心地である本山地区に建設された。そして精錬の中心地である大雄院地区にも鉱山労働者たちのための劇場建設が計画された。大雄院地区の劇場、すなわち共楽館の建設で中心的な役割を果たしたと考えられるのが庶務課長の角弥太郎であった。角は日立鉱山の鉱害問題解決の陣頭指揮を取り、また鉱山労働者たちの待遇改善に尽力しており、当時、鉱夫たちから慈父のようだと慕われていた人物であった。角は1916年（大正5年）から翌1917年（大正6年）にかけての第一次世界大戦時の好景気と、同じ時期、煙害対策が功を奏して鉱害問題も落ち着きつつあった情勢を見て、鉱山の各施設を充実させる絶好のチャンスであると捉えた。共楽館はこのような中、1916年（大正5年）に建設が開始された。
第一次世界大戦時の好景気時には、日立鉱山以外の多くの鉱山においても劇場、鉱夫クラブといった鉱山労働者たちの福利厚生施設の整備が盛んに進められた。共楽館とほぼ同時期に建設が進められた鉱山併設の劇場、鉱夫クラブとしては、25,000円あまりを投じて建設された三池炭鉱萬田講堂・倶楽部、同じく25,092円を投じて建設された砂川炭鉱互楽館、別子銅山四阪島劇場、夕張炭鉱演芸場などがあるが、日立鉱山の共楽館は他の鉱山の福利厚生施設を上回る、約35,000円を投じて建設が進められた。

## 共楽館の建設と建築上の特徴

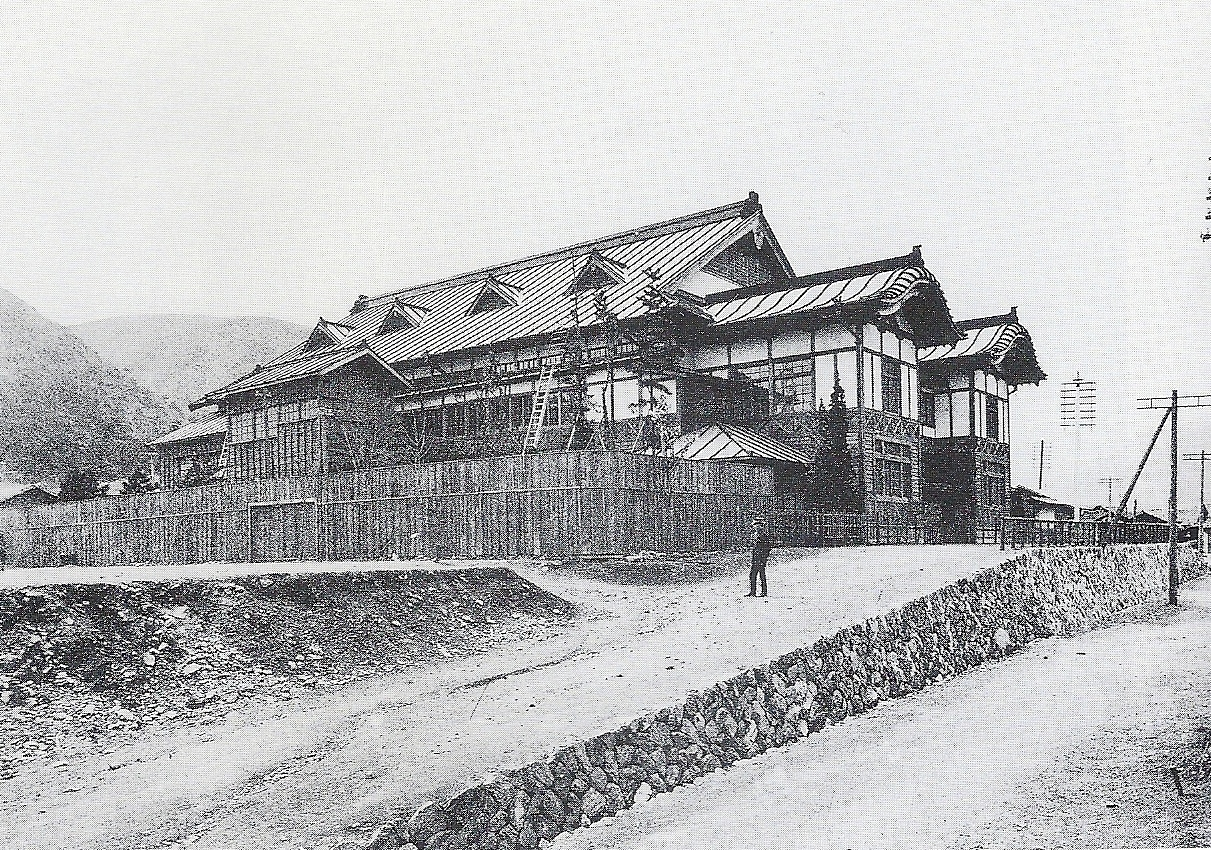
1917年の竣工直後の共楽館

日立鉱山精錬部門の中心地である大雄院地区に計画された劇場建設は、現在残されている記録から1916年（大正5年）5月13日着工と考えられる。この劇場は建設開始時は大雄院劇場と呼ばれていた。建設担当者が誰であったのかは不明であるが、当時の新聞では鉱山技師が東京の帝国劇場、歌舞伎座などの劇場を視察した上で設計したものと報道された。実際、共楽館の設計に最も大きな影響を与えたのは1911年（明治44年）にリニューアルされた歌舞伎座であると考えられる。同年開場した洋風建築の帝国劇場とは対照的に、歌舞伎座は千鳥破風を持つ和風の大屋根を掛け、外観が和風建築としてリニューアルされた。共楽館も建物全体に和風の大屋根を被せており、正面には千鳥破風をしつらえている。
なお、劇場建設が開始された新町は、日立鉱山発足前は宮田川流域の谷間の水田地帯で、戸数4、5軒の農家があったのみであったが、日立鉱山の発展に伴い、労働者たちを顧客とする新町商店街が形成されていった。共楽館が完成した頃には共楽館の周辺には料理店や酒屋が並び、当時の日立で最も賑わう盛り場となっていた。
1917年（大正6年）1月の日立鉱山工作課の事業報告によれば大雄院劇場の工事進行状況は98パーセントとなっており、すでに完成間近となっていたことがわかる。劇場の開場予定は紀元節の2月11日とされ、予定通り1917年（大正6年）2月11日に劇場の杮落としが行われる。同年4月に「共に楽しむ」からその名を取って共楽館と名づけられた。

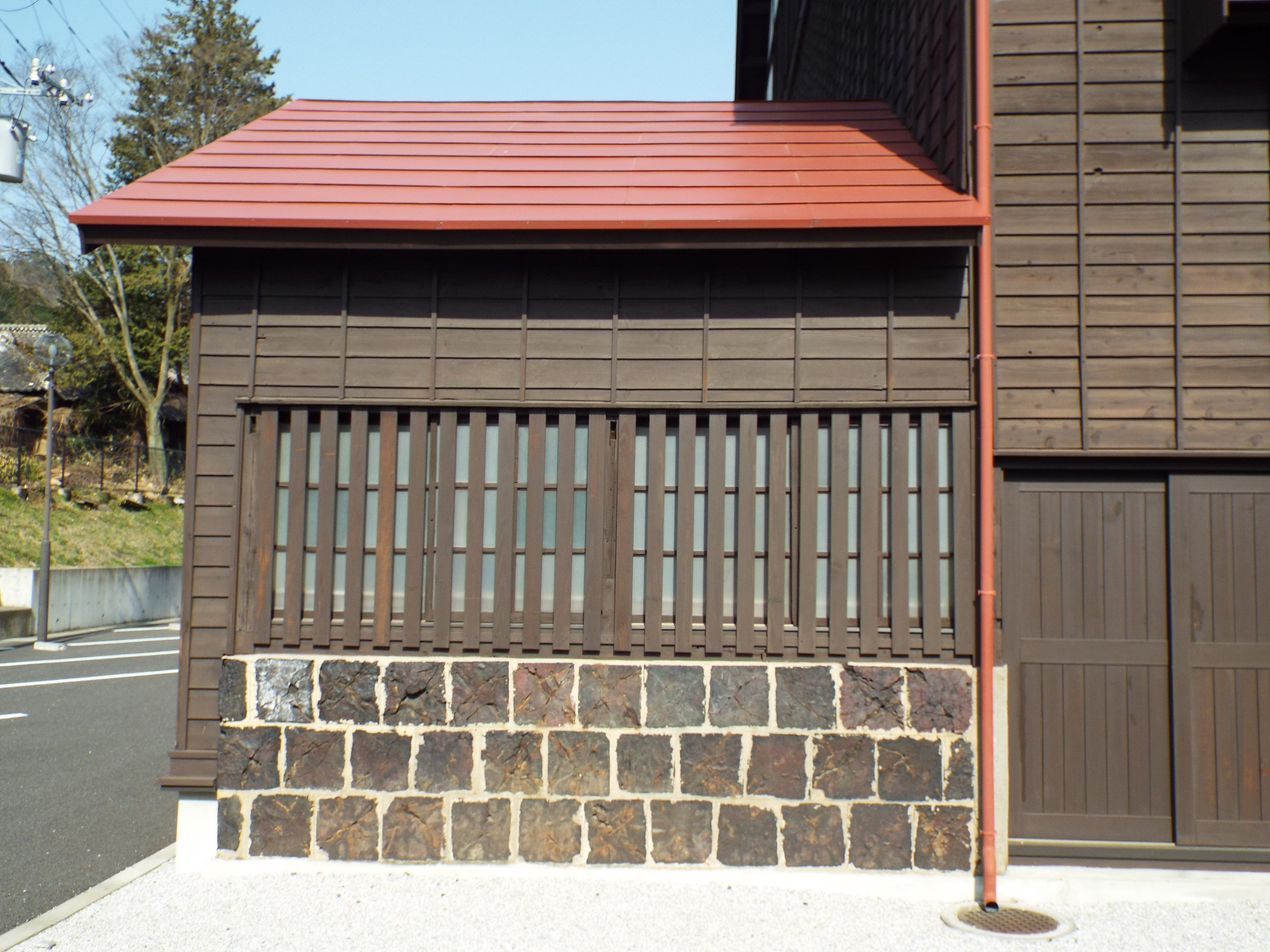
共楽館は鉱山の福利厚生施設らしく、日立鉱山の鉱滓で作られたカラミレンガが用いられている。

完成した劇場の総工費は先述のように約35,000円。建物は木造二階建てで左右対称であり、正面の幅は約28.8メートル、奥行きは約38.7メートル、高さは約16.6メートルであり、建築面積は338坪であった。和風のトタンの大屋根を掛け、正面には千鳥破風をしつらえた外観は基本的に和風建築であるが、2階部分の外周には西洋木造建築の手法であるハーフティンバー様式が見られるなど、和風の中にも洋風を融合させた面もあった。一方、屋根の構造である小屋組は洋小屋トラス組となっており、木組みには当時の和小屋では使用されなかった分厚い鉄板とボルトによる金物接合を採用するなど、西洋建築の技法が用いられていた。また階段室や玄関が当時の建物としては大ぶりに作られており、屋根裏に排気口が多く設けられているという特徴もある。全体的に余裕がある大ぶりな設計と屋根裏に排気口が多い点は工場建築に類似しており、建物の設計者がいわゆる建築家ではなくて鉱山技師であることを示していると考えられる。なお、共楽館にはスラグを原料としたカラミレンガが使用されている。

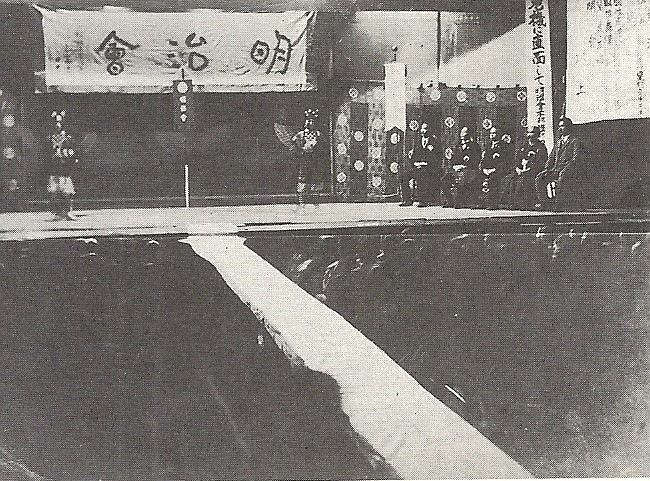
昭和戦前期の明治会日立支部総会の光景。花道が見える。

建物内部の構造は、1階のコンクリート製の土間には8人掛けの畳付きの長椅子が設置され、2階部分は全て桟敷席となっていた。現存する劇場で本格的な椅子席が設置されたと確実にわかっているのは1917年（大正6年）完成の共楽館が日本でも最古の例である。これは単に歌舞伎などの舞台芸術ばかりではなく、映画を含めた多種多様な芸能の上演に使用することをもくろんだからと考えられる。舞台に向かって左側には花道があり、必要に応じて右側にも仮設の花道を設けることが出来た。また左側の花道も取り外しが可能となっており、イベントによっては花道を取り外してその場所を厚板で塞ぎ、椅子を並べることもあった。そして1階部分の椅子席自体も取り外しが可能であり、土間の状態で使用することも出来た。定員は980名とされたが、約4,000名もの入場者を集めたこともあった。
舞台には、2ヵ所に役者がせり上がる時に使用する揚げ板が付けられた直径約9.7メートルの回り舞台があり、下座音楽の演奏者が詰める囃子場、義太夫のための太夫座があった。また役者の楽屋に相当する化粧室が5部屋、その他、小道具置き場、かつら室、衣装室、風呂場が完備されていて、主として歌舞伎の上演を念頭に置いた設計がなされていた。

## 幅広く活用された共楽館

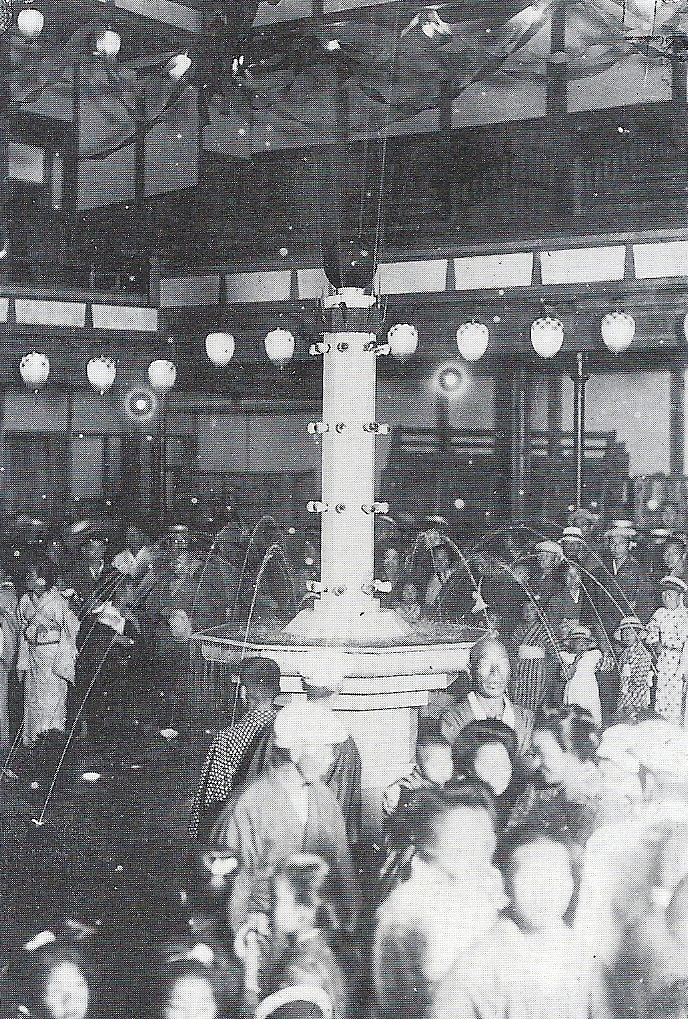
夏季、1階土間部分に噴水が設置され、納涼会場となった共楽館。1917年頃撮影。

1917年（大正6年）2月11日から3日間、完成した共楽館の杮落としとして澤村源之助、市川九団次一行50名あまりを迎えての歌舞伎公演が行われた。共楽館は歌舞伎以外にも講演会、演奏会、展覧会、奇術など、そして映画上映が行われた。講演会は鉱山労働者やその家族たちに対する教化や精神修養を目的として、宗教関係者の説教や高等師範学校校長の講話、救世軍の山室軍平ら、そして陸海軍の軍人などが演壇に立った。映画上映については1919年（大正8年）に欧州戦争（第一次世界大戦）の活動写真会が、そして1921年（大正10年）10月には赤穂浪士討ち入りの活動写真会が行われた。また楽団演奏会、尺八演奏会、奇術と犬の芸当、菊花展が行われたとの記録が残っている。
前述のように共楽館は1階部分の座席を取り払い、コンクリート製の土間として使用することも可能であった。土間としての使用方法の代表例は相撲であった。土間に土俵を築くのである。共楽館はしばしば大相撲の地方巡業の会場として使用され、大正期には大関千葉ヶ嵜俊治一行、横綱常ノ花寛市、大関大ノ里萬助ら一行の巡業が行われたとの記録がある。
日立鉱山の祭りである山神祭の時も、1階部分をコンクリート製の土間として使用した。山神祭は7月半ばに行われていたが、山神祭では共楽館隣の万城内グラウンドに仮設の舞台が複数設けられ、芝居や映画など様々な催しが行われ、花火も打ち上げられた。そして共楽館の1階部分は土間にして噴水を設営し、場内を飾って納涼場としたのである。なお、共楽館1階の噴水は8月いっぱい設置され、納涼場として一般にも開放していた。鉱山労働者たちの居住する社宅は狭くて暑いため、夜勤後はとても寝ることが出来ないので、噴水があって涼しい共楽館で昼寝をしたとのエピソードも残っている。
鉱山労働者たちの精神的な慰安を主な目的に建設された共楽館は、教化や精神修養を目的として行われた講演活動とともに、逓信省の簡易保険奨励活動写真会、茨城県主催の勤倹強調活動写真会など、計画的で堅実な生活を送ることを奨励するキャンペーン的な行事も行われるなど、鉱山労働者やその家族たちに対する普及啓発活動に活用された面も目立つ。また1922年（大正11年）1月には、共楽館で日立鉱山在郷軍人分会連合会の発足式が行われた。在郷軍人会関連の事業はその後、共楽館でしばしば開催されるようになる。

### 充実した設備

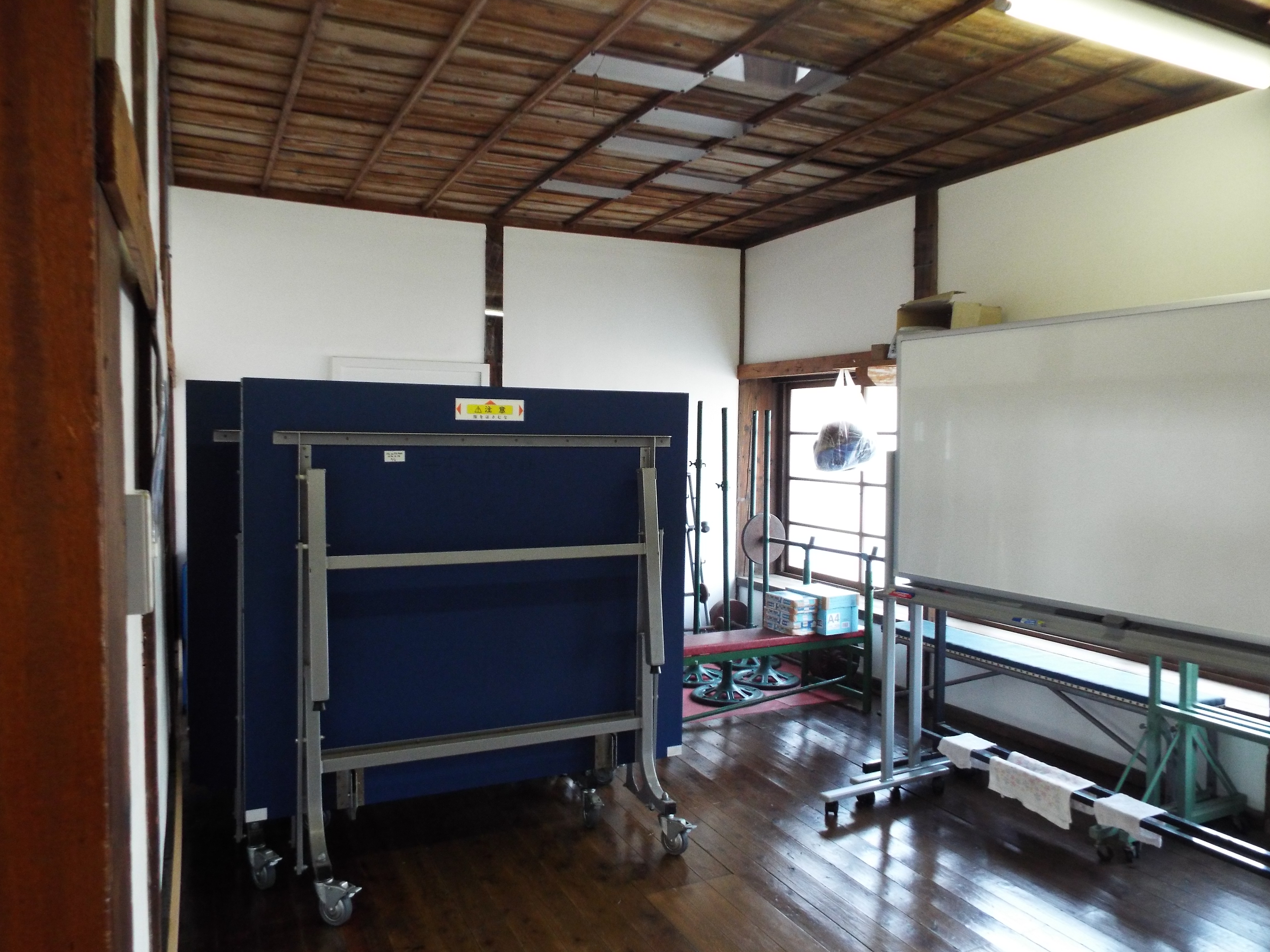
現在、日立武道館の用具室として使用されているかつての化粧室（役者の楽屋）。天井などには役者のサインが残されており、アクリル板の覆いで保存されている。

共楽館のスケジュールは、おおよそ娯楽関連の催しが月1回、講演やキャンペーン的な催しは約3ヶ月に1度、そして随時、団体行事が入るというスケジュールとなっていたと考えられる。前述のように共楽館では単に歌舞伎などの演芸のみならず、公演、映画、展覧会、相撲など、当時まだ大規模な催し物を開催できる施設がほとんど無い中、実に様々な使われ方をしていた。このようなまさに多目的ホール的な様々な利用に対応できたのは、共楽館に充実した設備が備わっていたからであった。先述のように映画上映を見据えて劇場に椅子席を導入したのは、現存する劇場の中でも共楽館が初めてのケースであり、また1階の椅子を片付けて土間として使用できるなど、建物自体が様々な利用方法に対応できるようになっていた。
劇場設備においても、かつら部屋、衣装部屋、小道具置き場、役者の楽屋である化粧室が完備しており、かつら、衣装などは豊富に揃えられていて、舞台も本格的なものであった。そして役者たちが連続興行をするために共楽館に宿泊することもあり、共楽館には宿泊用の布団も備え付けられていた。共楽館オープン前に地元新聞が東京の帝国劇場に次ぐ日本第2位の劇場であると報道したのは過大評価であるにしても、1918年（大正7年）に共楽館を視察した岡山県吉岡鉱山の視察団は共楽館を「東京の一流劇場にひけをとらない」と評価し、また時代は下るが1942年（昭和17年）に共楽館で公演した尾上菊五郎が、「東京の北に、こんな劇場は他にない」と語ったと伝えられている。

### 温交会と共楽館

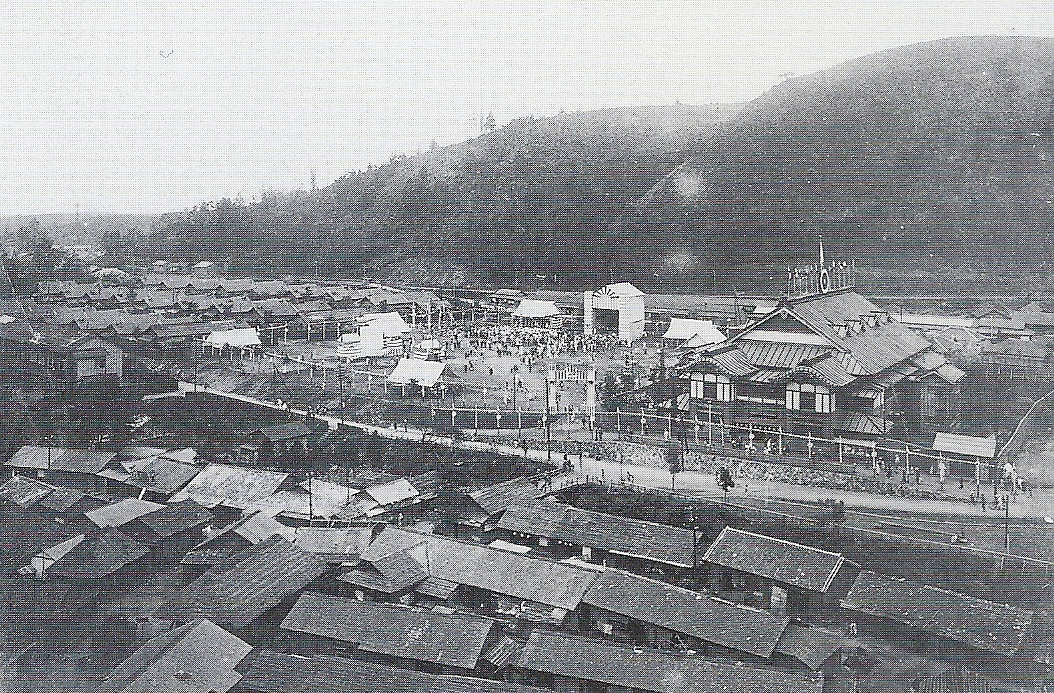
大正後期撮影の、山神祭で賑わう共楽館とその周辺。

共楽館は完成当初、日立鉱山の鉱山事務所が運営を行っていた。前述した1918年（大正7年）の吉岡鉱山視察団の記録によれば、共楽館は収支を計算に入れつつ入場料を決めていたという。おおむね活動写真や浪花節といった興行で利益を出し、一流俳優を呼ぶ時には赤字を出し、トータルで損出を出さないようにしていた。後の共楽館の運営形態から判断すると、この場合の損出を出さないというのは、俳優を呼ぶ費用など実費を回収するという意味合いであり、共楽館のスタッフの人件費や建物の維持管理費用は収支から除かれていると考えられる。入場料は15銭から50銭の間に設定され、場内は禁酒であり、出し物も殺伐とした内容のものは避けていた。入場料は他の劇場などよりもかなり安い設定であり、夏祭りである山神祭や正月興行などは無料であった。そのため鉱山労働者たちは山神祭や正月興行の際は、親戚を呼び寄せて一緒に楽しむことも多かった。また教化や精神修養を目的として行われた講演活動やキャンペーン的な行事は当然無料であった。
ところで共楽館が出来た頃、日立鉱山でも労働運動が活発化していた。1912年（大正元年）8月に発足した友愛会の勢力が日立鉱山にも浸透し、共楽館が完成した翌年の1918年（大正7年）になると友愛会日立支部の活動は活発化し、多くの日立鉱山の鉱山労働者たちが加入するようになった。そして第一次世界大戦終了後の不況下で、失業や生活苦への不安から労働者側と経営側との対立が激化する中、1919年（大正8年）11月14日に発生した日立製作所日立工場の火災をきっかけに、日立製作所、日立鉱山当局は幹部を中心に友愛会員の解雇を通告した。この事態に友愛会本部も動き、12月1、2日に日立に鈴木文治、麻生久、片山哲らを派遣し、解雇反対大演説会を開催する。12月2日夜、友愛会員と警官隊との衝突が発生し、多くの友愛会員が検挙される友愛会事件が発生した。
友愛会事件後、日立鉱山内の友愛会組織は壊滅する。しかし友愛会の勢力伸張を見た日立鉱山当局は、労使間の意思疎通を図る機関を創設し、そこに鉱山労働者たちを所属させるという労働運動対策を実施することにした。折りしも足尾銅山、小坂鉱山などでも同様の組織が立ち上げられていた。日立鉱山では1920年（大正9年）2月に温交会が設立された。温交会は鉱山労働者たちと鉱山当局との意思疎通、相互共済、そして知徳の涵養を目的として設立された団体とされ、基本はいわゆる労使協調機関であるが、久原房之助が唱えた理念である「一山一家」をより強力に押し進める役割を担うことになった。
温交会の運営は、鉱山当局と鉱山労働者の中から選出された評議員による評議員会が運営の決定権を持っていた。温交会には共済部、福祉部そして娯楽部が設けられ、第1回の評議員会で共楽館を日立鉱山の鉱山事務所ではなく、温交会が運営する方式にしてはどうかとの意見が出され、実際、温交会が運営することになった。しかし温交会の共楽館運営ではこれまでを大幅に上回る欠損を出してしまい、1921年（大正10年）2月の第2回温交会評議会で再び日立鉱山の鉱山事務所の運営に戻された。それでも興行内容の選択、入場料の決定に温交会は関与し、催し物の開催時は温交会の評議員が場内整理を行うことや、職場、職員、家族が参加する素人演芸会の開催に向けて努力し、鉱山事務所も協力していくことが決められた。このとき提案された素人演芸会は、温交会の自主企画の素人演芸会として定着し、職場を挙げて極めて多彩な内容で盛大に行われた。このように温交会は共楽館の運営に深く関与していくことになった。

## 昭和戦前期の共楽館

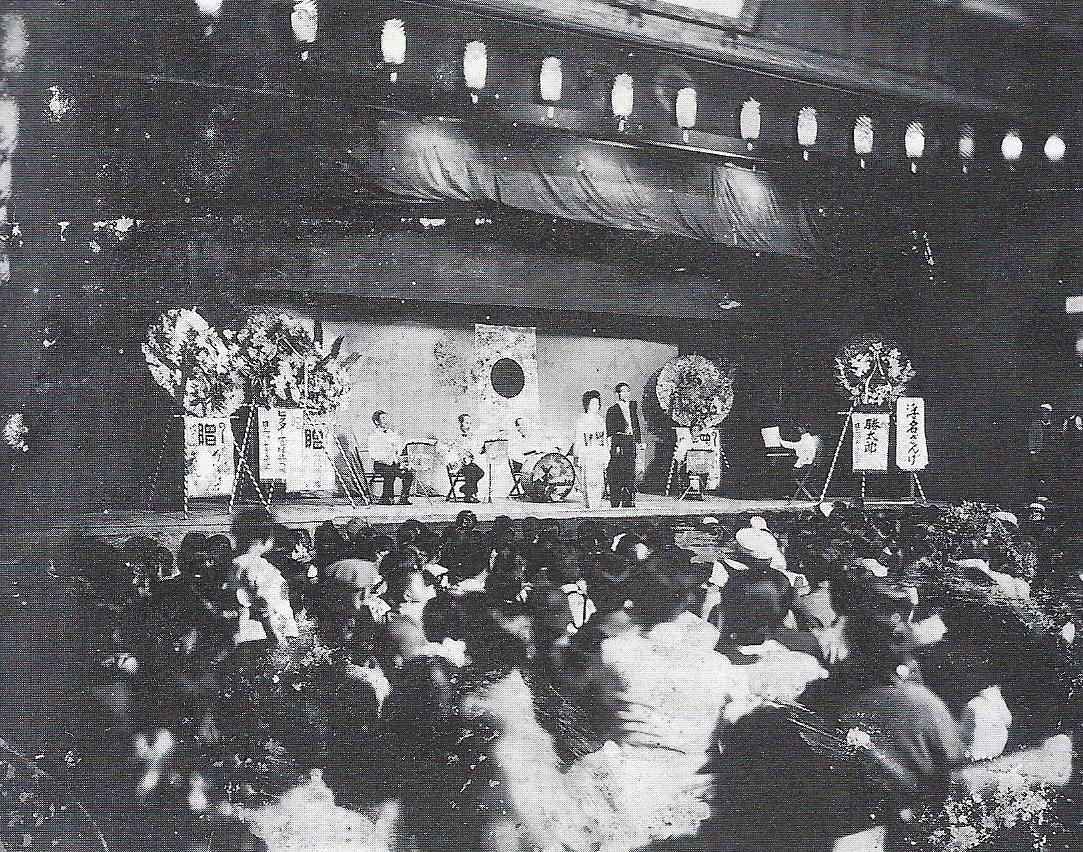
共楽館での小唄勝太郎の公演光景。1935年頃撮影

昭和初期の共楽館の運営形態は大正時代と大きな変化はなかった。歌舞伎はしばしば上演されており、歌舞伎以外では1934年（昭和9年）には舞踊家の石井漠一行の舞踊が満員の客を集め、同年、日立鉱山音楽隊創立記念演奏会に奥田良三らが出演した。同じ頃、当時人気絶頂期であった女性歌手の小唄勝太郎の公演も大盛況の中で行われた。1935年（昭和10年）には石井漠とともにやはり舞踏家として著名であった崔承喜が特別出演している。このように共楽館では当時流行の舞踊や歌手の公演がしばしば行われ、多くの人々を集めていた。やはり大正期と同じく、横綱宮城山福松、西ノ海嘉治郎一行、大関男女ノ川登三、関脇能代潟錦作一行らが共楽館を会場として相撲巡業を行い、浪花節や民謡会などの催しも行われた。
なお、1935年（昭和10年）には日立製作所の福利厚生施設である日立会館がオープンすると、日立鉱山は日立製作所と協議して、歌舞伎や一流の芸能人を呼ぶ際には共楽館、本山劇場という日立鉱山の劇場とともに、日立会館でも興行を行うようにした。これは興行が多く行えればより一流の芸能人を呼びやすくなるためであった。そして1940年（昭和15年）頃、日立鉱山の支山である諏訪鉱山が全盛期を迎え、諏訪会館という福利厚生施設が建てられた。諏訪会館でも共楽館、本山劇場、日立会館と同様の興行を行うように要望されたものの、それは困難であったため共楽館などで行われた一部の興行を諏訪会館でも行うようになった。
温交会主催の日立鉱山職員、家族の素人演芸会は大変な人気で、極めて盛んに行われた。演芸会は共楽館を会場として鉱山の各部署対抗形式で職場を挙げて行われ、芸達者な職員、家族による多彩な芸が披露された。このような中、素人演芸会からアマチュアの劇団が結成されて新派系の演劇を公演するようになり、日立鉱山の後援も受けて共楽館と本山劇場で毎月安全劇を公演するという活動も行われた。
他に日立鉱山の職員関係で共楽館を利用した催しとしては、当時地方出身者が多かった日立鉱山で、同郷の人たちが集まって結成された故郷を偲ぶ県人会、郡友会、郷友会などがある。共楽館での県人会は秋に行われることが多かったという。また先述のように地方に住む親族、知人を夏の山神祭、正月興行などに招待し、一緒に楽しむことも多かった。
映画上映は、これまでのサイレント映画に代わりトーキーが主流となっていった。1933年（昭和8年）には暴君ネロ、楠公父子、翌1934年（昭和9年）は非常時日本というトーキーの上映が行われたとの記録が残っている。また1932年（昭和7年）9月25日、ロサンゼルスオリンピックの活動写真会が行われている。

### 地域に密着した共楽館

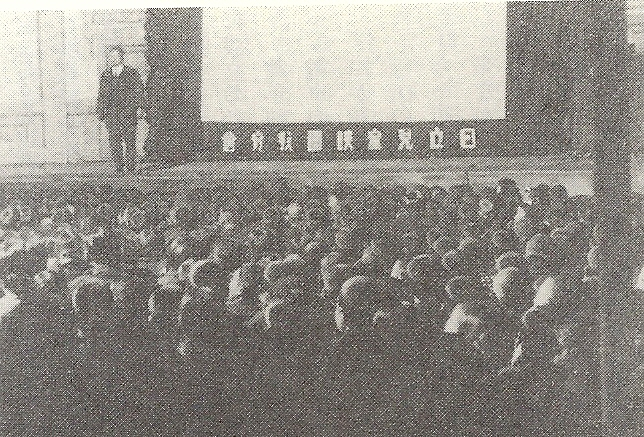
1935年頃撮影の日立児童映画教育会。

昭和初期、映画関係で特筆すべき動きとしては、1928年（昭和3年）に日立児童教育映画会が組織され、日立町内の小学校児童を対象にして月1回、映画会が共楽館と本山劇場という日立鉱山所有の劇場で行われるようになったことが挙げられる。当時、庶民の娯楽の代表格となっていた映画であったが、反面、風紀上の問題が大きいとの非難する意見も強かった。とりわけ映画の内容を真似た不良行為を行う生徒が現れたとのことで、小学校児童は劇場、映画館への立ち入りが禁じられ、映画館前では学校の補導係の教師が監視していた。しかし映画に児童が感化されやすいということは、逆にいえば児童の情操教育に映画が活用できるということである。早くも大正末期には視聴覚教育として文部省主催の映画についての講習会と試写会が開催され、日立からも教師が参加し、その後、共楽館と本山劇場を会場にして、東京から借りてきたフィルムを毎月1回、小学校児童に上映するようになった。当時はまだサイレント映画の時代であったので、活動弁士は教師が務めた。この流れを受けて1928年（昭和3年）には日立鉱山庶務課の野村留男を会長として日立児童教育映画会が組織された。日立児童教育映画会の結成は日立鉱山側の積極的な関与が見られ、これは一山一家をモットーとし、地域社会とのつながりを重視する日立鉱山の姿勢が伺われる。
日立児童教育映画会主催の映画会は、先述のように日立鉱山所有の劇場である共楽館と本山劇場を会場として月1回行われた。映画会の当日は午前は低学年、午後は高学年を対象とした映画が上映された。映画会の会費として児童1人当たり2銭を徴収し、これはフィルムのレンタル料、送料に充てられた。映写技師は日立鉱山職員が当たり、人件費、施設、映画上映設備の使用料は無料であった。生徒たちに見せるフィルムは主に官庁関係から借りていたが、後に戦時色が強くなってくると情報局から借りるようになった。また大阪毎日新聞、東京日日新聞から協力、後援の声がかかるなど、多方面からの協力を仰いでいた。そして日立児童教育映画会は児童から集めた会費の余剰金でポータブル映写機と幻灯機を購入し、地域や日立町周辺の小学校でも映画会を行うようになった。日立町の日立児童教育映画会の活動は全国的に見ても映画教育の先進的な事例であり、その活動内容も高く評価されており、1943年（昭和18年）には文部省内に設立された大日本映画教育会から、日立児童教育映画会の野村留男は映画教育功労者として表彰を受けることになった。

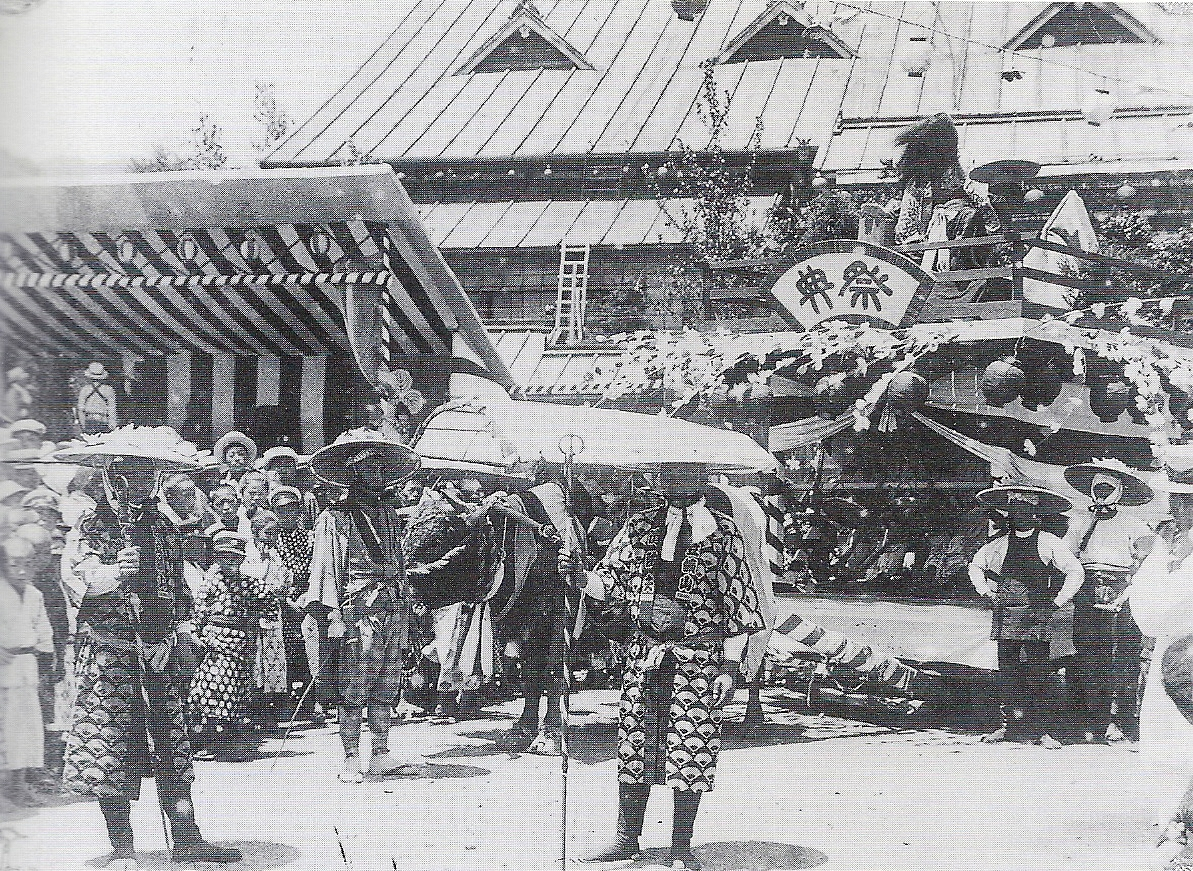
1917年頃撮影された、共楽館を背景として撮影された山神祭仮装行列。

また日立町内の小学校は、映画会以外にも音楽会、学芸会などの会場として共楽館を積極的に利用した。1933年（昭和8年）1月、7月には共楽館で日立町の小学校の合同音楽会が行われた。翌1934年（昭和9年）12月9日にはオール日立小学校連合会音楽大会が開催され、会の中では東京音楽学校から招いた特別ゲストによるカミーユ・サン＝サーンスのサムソンとデリラ独唱が披露されるなど、極めて盛大に行われた。それぞれの音楽会の各小学校の出し物は1校あたり20を越え、生徒や父母で共楽館は立錐の余地も無かったと伝えられている。また共楽館は地域の各小学校の音楽会、学芸会、そして児童向けの公演会の会場として数多く使用され、学芸会の会場としては戦前のみならず戦後まで活用された。
日立に住む人々にとって、共楽館は夏の山神祭や正月興行の会場の1つとして親しまれた。先述のように通常は有料である共楽館の公演も山神祭と正月興行時には無料であり、とりわけ7月半ばの山神祭は大勢の人々を集め、共楽館やその周辺の祭り会場付近は人の波で埋め尽くされた。また1935年（昭和10年）3月、多賀蓄音機商組合の設立記念事業として新民謡日立小唄、助川節をポリドール・レコードから発売するとともに、東海林太郎、新橋喜代三らを招いて共楽館で日立小唄、助川節などの演奏会を開いた行事なども、共楽館と地域との係わり合いの一環として挙げられる。

## 戦時色が強まる共楽館

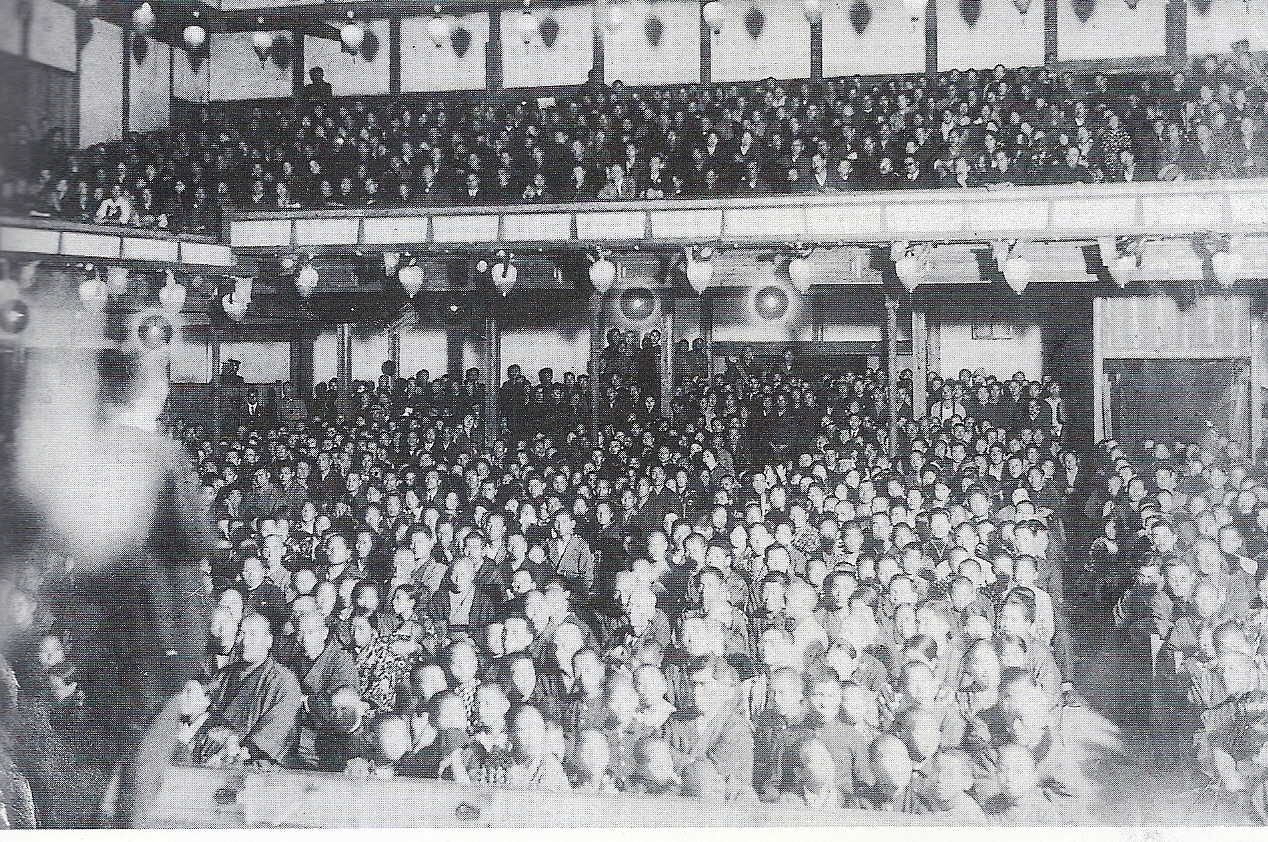
1929年10月9日、共楽館で行われた明治会日立支部発会式の光景。

昭和に入っても共楽館を会場として大正期と同様、職員の教化や精神修養を目的として行われた講演活動が盛んに行われていた。中でも昭和に入ると修養団、そして国柱会の外郭団体である明治会の講演活動がしばしば見られるようになった。流汗鍛錬、同胞相愛を唱えて社会教育活動を行う修養団は、日立鉱山の労務担当者にもその活動の推進者が現れ、共楽館で公演会、支部大会などを開催した。また明治会は主として尊王、愛国思想を唱え、やはり共楽館で講演会や支部大会を開催した。
また修養団、明治会とともに、昭和期に入って共楽館を会場とした活動を盛んに行うようになったのが在郷軍人会であった。日立鉱山など日立町の在郷軍人会分会は、共楽館を会場としてしばしば講演会を行い、更には映画上映会、陸軍軍楽隊の演奏会、銃剣術競技会といった催し物を行った。そして上海事変、満州事変後の1932年（昭和7年）9月8日から10日にかけて、共楽館を会場として上海満州事変展覧会が開催され、共楽館での一般開放講演として同月15日には満州事変記念講演を午前中に小学生高学年、中学生向け、午後からは在郷軍人及び一般向けに行った。

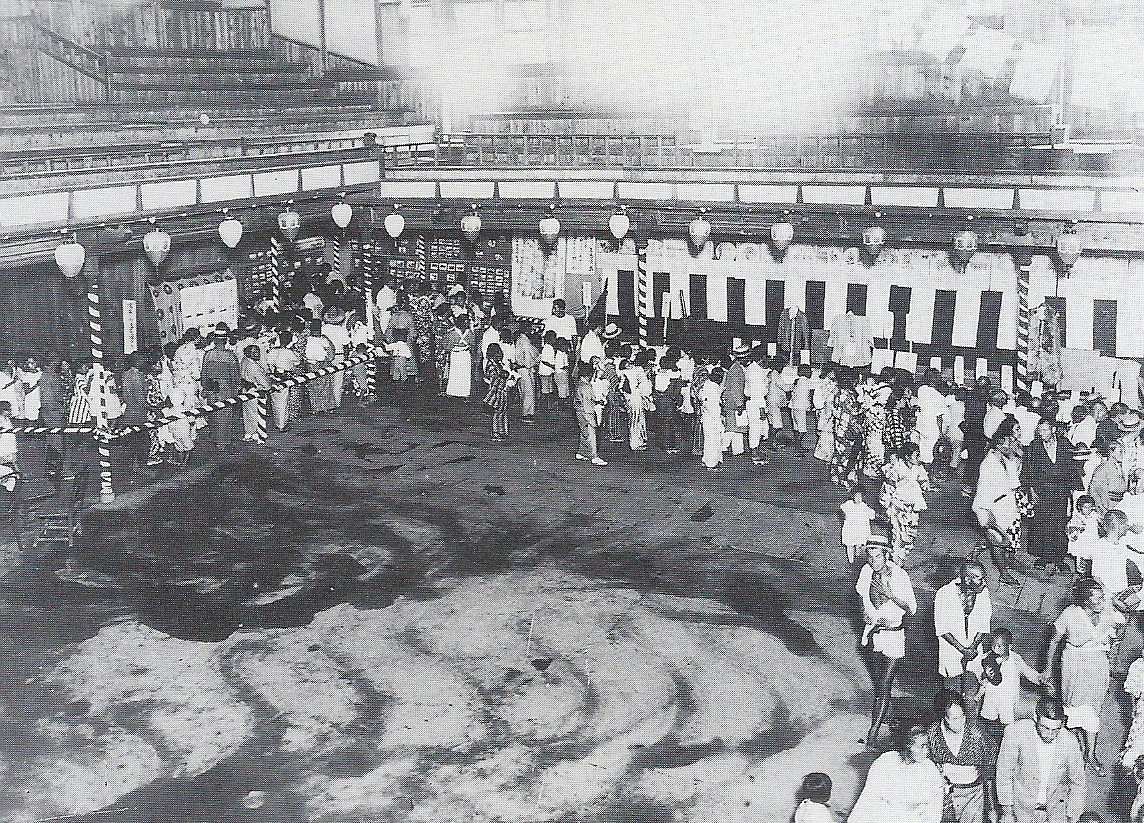
1932年9月に共楽館で行われた、上海満州事変展覧会。一階部分の椅子、花道を取り払い、土間の状態にして展覧会を行っている。

1934年（昭和9年）1月には共楽館を会場として日立鉱山国防研究会の発会式が行われた。会員は日立鉱山のほぼ全従業員に当たる約3,500名であり、開会式においてトーキー「非常時日本」を公開し、国防思想の普及を図った。やがて戦時色が強まる中、共楽館の利用も戦時色が濃厚となっていく。1939年（昭和14年）にはこれまで盛大に行われてきた日立鉱山の山神祭の花火は中止となり、祭りの出し物も共楽館などでの従業員慰安のための芝居上演のみとし、これまで祭りに充ててきた経費を国防献金することになった。このような中、共楽館の外観も変化を見せた、1940年（昭和15年）頃、共楽館に火の見やぐらが設けられたのである。1941年（昭和16年）には温交会は鉱業報国温交会に改組され、同年、共楽館で青年団、女子青年団、少年団を統合して「高度国防国家建設のため、日立市内の青少年の教育訓練の徹底を図る」ことを目的とした日立市青少年団の結成式が行われた。

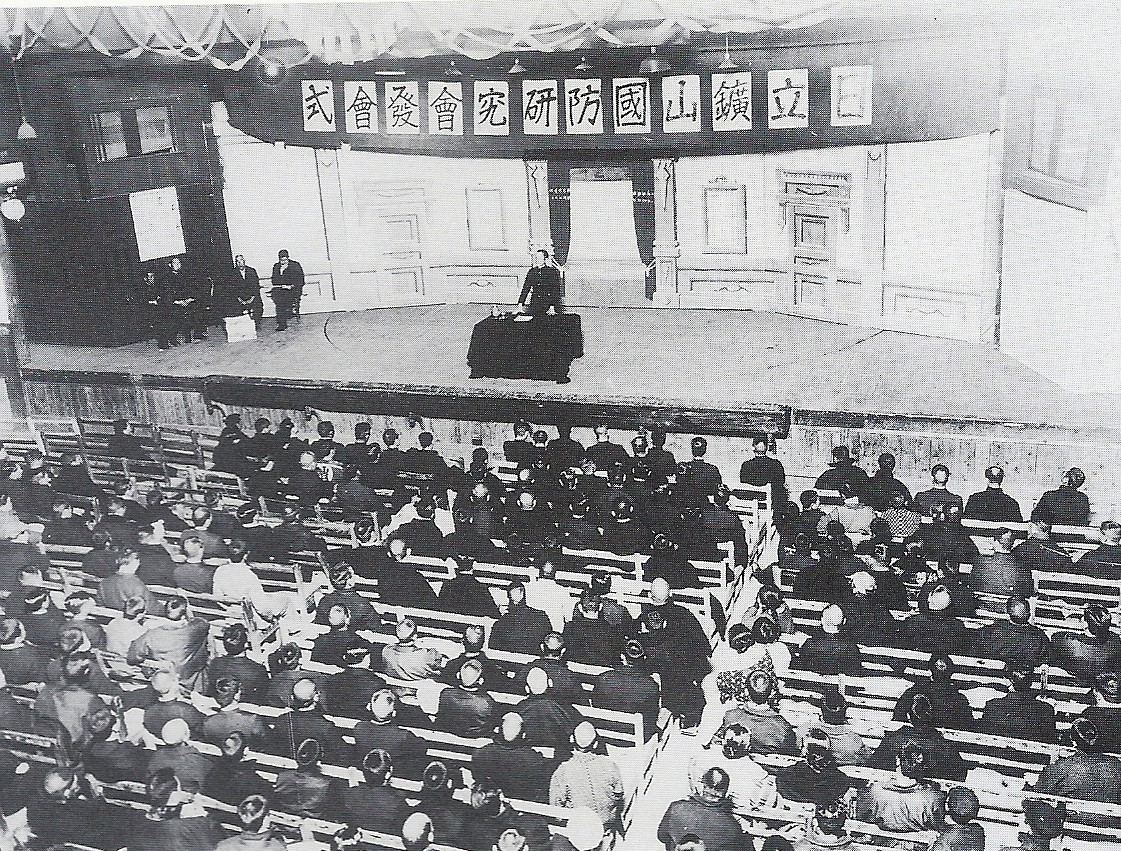
1934年1月17日、共楽館で行われた日立鉱山国防研究会発会式の光景。

日本が本格的な戦争状態に入っていた1942年（昭和17年）の共楽館の利用状況を見てみると、ハワイ爆撃ニュース映画上映、大東亜戦争ニュース映画会、大東亜戦争講演会、時局講演会と映画会、日立鉱山厚生部、日立警察署共催の防諜映画会など、戦意高揚、戦時意識高揚を目的とした催しが目白押しであった。また、戦略物資として重要な銅の主要鉱山であった日立鉱山の従業員は産業戦士と呼ばれ、産業戦士の勤労意欲向上のために著名な一流芸能人たちがしばしば慰問目的で日立鉱山を訪れるようになった。戦時体制化、共楽館はこれまで以上に産業戦士たる鉱山従業員の慰安の場として重要な役割を果たすようになった。
日立鉱山に産業戦士慰問のために訪れた中でも、1941年（昭和16年）9月の市村羽左衛門一行40名と、1942年（昭和17年）6月の尾上菊五郎率いる松竹国民移動劇団一行の来演が最も大規模なものであった。市村羽左衛門の公演は共楽館隣の万城内グラウンドで行われ、共楽館は楽屋として利用され、当時花形役者であった市村羽左衛門の公演は大勢の人々を魅了した。なお雨天時にはグラウンドではなく共楽館で公演が行われる予定であった。そしてやはり歌舞伎界の名優として知られた尾上菊五郎ら一行は、共楽館に超満員の4,000名の観客を集めた。

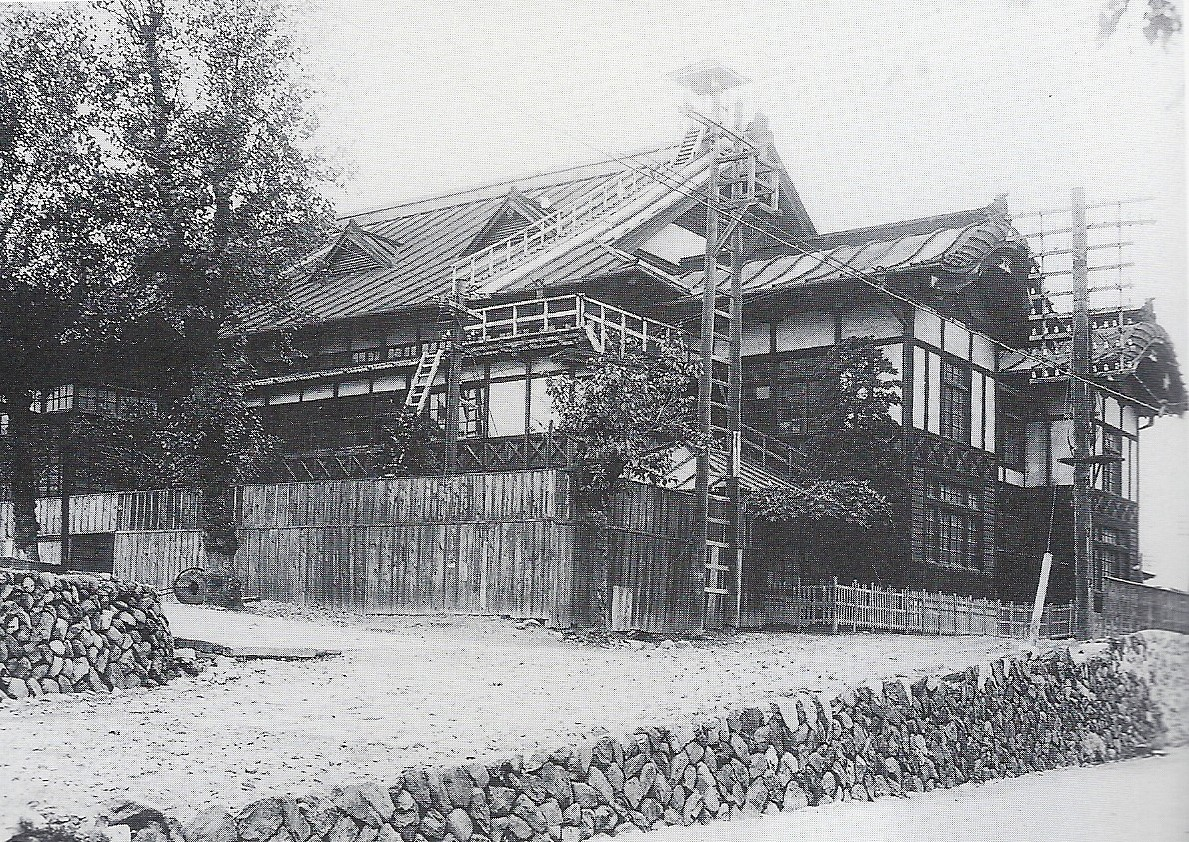
1940年頃撮影された、火の見櫓が設置された共楽館。

その他、戦時体制下に産業戦士慰問で共楽館で公演した芸能人としては、水の江滝子、片岡千恵蔵、原健作、オペラ歌手の藤原義江らがいた。また1944年（昭和19年）1月には大映の映画スターが2班に分かれて来演したとの記録が残っている。そして歌舞伎俳優も1942年（昭和17年）2月に共楽館に緞帳が完成し、澤村源之助一行が緞帳完成披露公演を行っており、その他にもしばしば演劇団、舞踊団、歌手らが産業戦士慰問公演を行っていた。

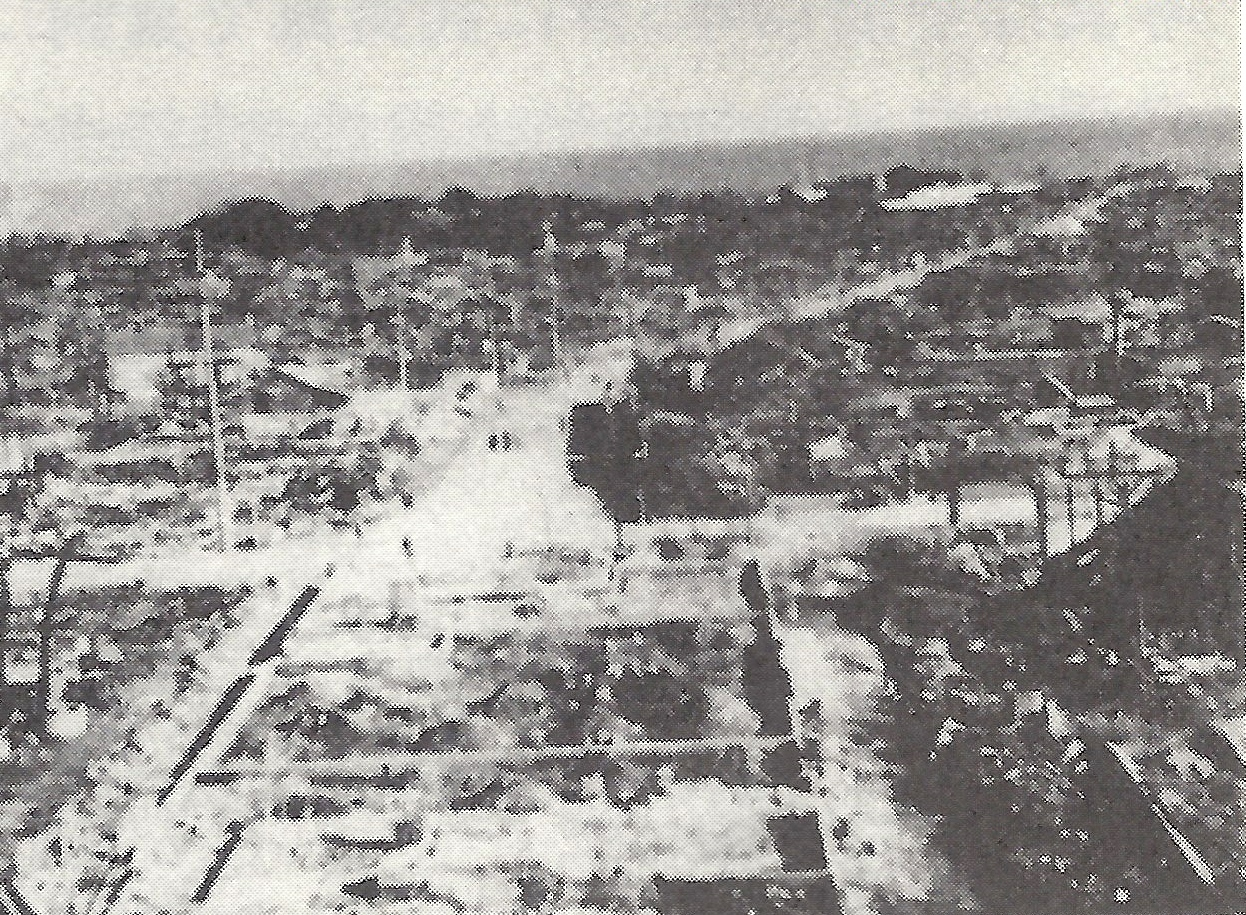
1945年7月19日に行われた米軍の焼夷弾攻撃後、焦土と化した日立市内。日立空襲で日立市街は壊滅的な被害を蒙ったが、共楽館は奇跡的に焼失を免れる。

戦時体制下にあっても職員、家族による素人演芸会は盛んであったという。1942年（昭和17年）頃には共楽館で日立鉱山の各職場、社宅の出し物が行われた後、舞台上にリングを作ってボクシングを行ったこともあった。そして1945年（昭和20年）の7月、戦況が悪化する中で恒例の山神祭を実施するかどうかが検討されることになった。実際問題、もはや祭りを行えるような雰囲気ではなかったものの、日立鉱山の幹部は予定通り実施するように指示した。結局山神祭は開催されることになり、一流芸能人を含む32名を東京から日立に呼び寄せ、そして映画も4本用意して、共楽館を会場として例年通り山神祭を実施した。ところが山神祭の終了後、アメリカ海軍第三艦隊による艦砲射撃が日立を襲った。幸いなことに東京から呼び寄せた芸能人たちには被害は無かったものの、恐怖を味わった芸能人たちから「あんな恐ろしい思いをしたのは初めてでした、もう二度と日立へは行く気にはなれません」と言われてしまった。
日立は1945年（昭和20年）6月10日と7月19日に空襲、そして7月17日に前述の艦砲射撃を受けた。日立空襲によって日立鉱山、日立製作所は甚大な被害を受け、日立の市街地もほぼ全域が焦土と化し、日立の劇場、映画館は共楽館、本山劇場、諏訪会館の日立鉱山の施設以外全て焼失した。共楽館も屋根に2本の焼夷弾が命中したと伝えられているが、奇跡的に焼失を免れた。

## 戦後の共楽館
終戦の翌日である1945年（昭和20年）8月16日、日立鉱山所長の福田重清は全鉱山従業員を共楽館に招集し、平時、戦時を問わず鉱業が重要な産業であることを力説し、全従業員が安心しておのおのの業務に精励するよう訴えた。戦時中の混乱、日立空襲による甚大な被害は日立鉱山を大きく痛めつけていたが、復興は徐々に進められていった。
戦後間もなくの時期、共楽館は戦前から引き続いて日立鉱山従業員の福利厚生施設であるばかりではなく、地域の教育、文化施設として利用された。これは日立空襲によって甚大な被害を蒙った日立市にあって、共楽館は奇跡的に難を逃れたため、全市的な利用がなされることになったためと考えられる。当時、共楽館で行われた地域に開放された代表的な催しとしては、1948年（昭和23年）、日立市主催の文化祭コンクールの会場となり、翌1949年（昭和24年）には日立市が主催する日立産業文化博覧会の行事のひとつとして、NHKののど自慢公開録画が行われた。なお共楽館では1959年（昭和39年）には日立市制20周年記念行事の一環として、NHK歌謡番組「懐かしのメロディ」の公開録音が行われている。
戦後の共楽館の利用で特徴的なことは、労働組合関連の利用が目立つことである。1946年（昭和21年）の7月30日に共楽館で日立鉱山労働組合（大雄院組合）の結成大会が行われ、翌1947年（昭和22年）1月には全国金属鉱山労働者大会の会場となった。その他、労組大会、労組代議員大会、労組メーデー会場などの労働組合活動の拠点として、更には労働組合主催の演芸会、労働文化祭、映画会などに使用された。労働組合関係の使用は1955年（昭和30年）に大型の会議室を備えた組合事務所が完成した後、利用の頻度が減少する。一方、戦前は頻繁に行われていた従業員対象の教化や精神修養を目的として行われた講演はあまり行われなくなった。これは時代の変化とともに労働者の意識が変わったことや、労働組合の意向についても配慮しなければならなくなったからであると考えられる。
共楽館は元来、歌舞伎の上演を主目的として建設された建物であるが、しばしば歌舞伎の上演が行われた戦前とは異なり、戦後は1946年（昭和21年）から1948年（昭和23年）までは夏の山神祭の恒例行事として歌舞伎が行われたものの、1949年（昭和24年）の山神祭以降歌舞伎は消え、その後は1952年（昭和27年）の正月興行と1955年（昭和30年）の市川少女歌舞伎の公演記録が残っているだけである。歌舞伎の上演が激減した理由としては、まず歌舞伎上演には多額の費用がかかり、戦後、福利厚生費などの労務対策費用が上昇する中で、歌舞伎上演に割ける余裕がなくなったことが挙げられる。更には観客の嗜好の変化、そして共楽館初期から裏方として歌舞伎上演を支えてきたスタッフが亡くなったことも大きかった。また戦後も戦前と同様に共楽館で奇術、漫才などの各種演芸、演劇、そして三橋美智也、大友柳太郎、近江俊郎、島倉千代子、トニー谷といった著名な歌手、芸能人の公演が行われていたが、次第に映画のウエイトが高くなっていき、特に1960年代はほぼ映画館として使用されるようになっていく。これは日立市内に共楽館以外にも催し物が開催できる施設が整ってきたため、地域の共楽館の使用頻度が減少したことも一因であった。

### 戦後の共楽館と映画
戦後の共楽館の最大の特徴は映画が常に上映され、主に映画館として活用された点である。先述のように特に1960年代は他の催し物の数が減少し、ほぼ映画館に特化した形となった。共楽館は1946年（昭和21年）3月には常設映画館として日活の直営館となり、日立市内の市内興行会にも加盟した。しかし1948年（昭和23年）には日活の直営館を外れることになった。これは鉱山の福利厚生施設としては、多少上映時期が遅くなったとしても日本映画とともに洋画も上映する方が良かったという施設運営上の問題とともに、なんと言っても共楽館の料金が他の映画館よりも遥かに安いため、他の映画館から日活の常設館扱いに苦情が出されたことが大きかった。
1954年（昭和29年）度に日本人文科学会が日本ユネスコ国内委員会の委託を受けて行った日立市の社会調査の中で、共楽館は日立鉱山の充実した福利厚生施策の一環として調査対象に取り上げられている。調査内容によると、定員1,500名の共楽館は毎週5日、映画館として洋画、邦画を上映し、映画の上映の合間を縫って演劇、演芸上演に活用されており、入場料は大人20円、子ども10円と極めて安いとしている。もちろんこの料金のみでは運営が成り立つはずはなく、経費の多くは日立鉱山の会社が補助をしていた。また共楽館以外の日立鉱山の極めて充実した福利厚生施設についても詳細に調査しており、これらの福利厚生施設の利用頻度は高く、日立鉱山従業員の生活に密接しているとして、その結果として鉱山社会を外界から一種隔離することにつながっていることを指摘している。またかつては全国各地からやってきていた日立鉱山従業員が、調査時点では主に日立鉱山労働者の子弟から採用されるようになり、勤続年数の長期化も目立つなどの特徴も紹介している。
戦後も日立鉱山の福利厚生施設として、鉱山側からの多額の経費補助を受けながら運営されていた共楽館であるが、共楽館の映画館としての機能も充実が図られていた。1953年（昭和28年）4月には、これまでの昭和10年頃に導入された映写機を最新のものに交換した。1954年（昭和29年）には出入り口の改造など館内の設備を改造し、1955年（昭和30年）10月には、日本鉱業創業50周年記念事業として、座席をこれまで長年使用してきた木製畳張りの長いすからモケット張り個人椅子に換え。スクリーンもシネマスコープ用のものに変更された。
シネマスコープを採用した前後、1953年（昭和28年）から1959年（昭和34年）頃が映画館としての共楽館の最盛期であったという。上映は毎回のように共楽館の2階席まで満員であり、満員札止めの共楽館に無理をして入ろうとして死者が出たこともあった。上映する映画については温交会からの伝統を引き継ぎ、労働組合の代表や職場の代表が加わって決められるようになった。ただ、邦画の場合は封切後各映画館で放映が一通り済んだ後の二番館としての上映となり、どうしても封切後数ヵ月後の上映となった。一方洋画については共楽館にもセールスが来るため、交渉次第では早めに上映することも可能であった。実際のところ封切後、上映が遅くなることを我慢すればたいていの映画は上映が可能であったという。戦後、日立鉱山の共楽館、本山劇場、諏訪会館ではそれぞれ映画上映が行われており、映画全盛期の1956年（昭和31年）頃、共楽館では洋画を金、土、邦画は日、月、火に昼1回、夜1回の1日2回上映していた。なお料金については1953年（昭和28年）から1959年（昭和34年）頃の全盛期の共楽館は、前述のように大人20円、子ども10円であったが、一般的には2本立てで大人30円、子ども20円であった。1954年（昭和29年）頃、日立の他の映画館は2本立てで80円が相場であったというから、半値以下であった。なお鉱山関係者以外の一般客の料金は大人50円とされていたが、実際には地域の人々も社員と同額の2本立て30円で映画を楽しんでいたのが現実であった。
実際、共楽館でどのような映画が上映されたのかというと、共楽館の映画館としての全盛期が映画の黄金時代と重なったこともあり、名作、大作の目白押しであった。まず邦画から見ると、日本映画黄金時代にふさわしく、小津安二郎の秋日和、秋刀魚の味、溝口健二の雨月物語、成瀬巳喜男の浮雲、黒澤明の七人の侍、羅生門などが上映された。洋画はアメリカ映画が質量ともに中心となるラインアップであり、荒野の決闘、ローマの休日、麗しのサブリナ、エデンの東、十二人の怒れる男など、その他、イギリス映画は戦場にかける橋、フランス映画は太陽がいっぱい、イタリア映画も鉄道員など、名作が数多く上映されていた。上述のようないわゆる名作以外にも、日本映画では時代劇系のチャンバラ物、つまり娯楽性の高い映画も数多く上映されており、映画の全盛期に映画館としての全盛期を迎えた共楽館で、当時の映画ファンは格安で名画、娯楽大作を堪能できる楽しみを味わっていた。

### 映画館の終焉と日立市への寄贈
20世紀初頭、大衆文化の発達とともに建設ラッシュを迎えた全国各地の劇場の多くは、共楽館とよく似た経緯を辿っていた。戦後まもなくは演劇の復活に伴い地方の劇場にも来演し、共楽館のような大規模な劇場はNHKラジオの収録場所としてもしばしば活用された。こうして戦後まもなく、劇場は賑わいを取り戻していた。やがて黄金期を迎えていた映画上映が劇場を支えるようになった。劇場での映画上映はどうしても専門の映画館と比べて設備的に劣るため、必ずしも歓迎されたわけではなかったが、当時の映画に対する高い需要が劇場での映画上映を可能としていた。映画は役者の世話などが不要であり、諸経費が芝居よりも安価で済むため、映画上映を歓迎する劇場経営者も少なくなく、多くの劇場が映画館に改装された。しかし1960年代に入るとテレビの普及に伴い頼みの映画も衰退を見せ始め、劇場は苦境に追い込まれていくことになる。
テレビは1950年代から60年代にかけて広く普及していった。日立鉱山側もテレビの普及に対応して、職員の福利厚生施設の一環として1961年（昭和36年）頃、良好な状態でテレビの視聴が可能となるような施設整備を行った。テレビが普及していく中、日立鉱山従業員、家族の娯楽はテレビが中心となっていき、映画の比重は低下していった。その結果共楽館の入場者は減少し、観客も社外の人の比率が高くなっていき、鉱山の福利厚生施設としての存在意義が問われるようになってきた。また共楽館の人件費、映画フィルム代など共楽館の運営にかかる諸費用は経済発展に伴う物価上昇の中、高騰していた。しかも日立鉱山は1962年（昭和37年）には貿易自由化などの影響で希望退職者の募集、52歳の繰り上げ停年といった大規模な事業合理化を断行していて、その後、鉱山従業員数は減少していく。この時の事業合理化では、これまで日立鉱山の特徴とされてきた手厚い福利厚生施策も見直しの対象となり、日用品を中心とする生活用品の供給所の経営を別会社に移行し、無料であった社宅の有料化などの措置が取られていた。映画の衰退に伴う利用者減、会社負担の運営費の高騰、日立鉱山の経営合理化という現実を前に、共楽館の運営方式にもメスが入るのはやむを得ないことであった。
まず行われたのが映画上映時間の見直しであった。1962年（昭和37年）3月、会社と組合側との協議の結果、これまで共楽館は火曜日のみ休館で、金、土、日、月は邦画、水、木は洋画を昼と夜の2回放映していたものを、休館は火曜日のみという点は変更されなかったが、日曜日以外は夜のみの1日1回の上映となった。しかし観客の減少は止まらず、1963年（昭和38年）10月にはこれまで大人30円、子ども20円であった料金が大人50円、子ども30円に値上げされた上に、映画の上映も土曜日の夜、日曜日の昼と夜のみと大幅に少なくなった。
その後も映画の衰退に伴う共楽館の観客減少には歯止めがかからず、観客が1人だけということもあったという。結局、共楽館、本山劇場、諏訪会館という日立鉱山直営施設での映画上映は、1965年（昭和40年）1月末をもって終了することになった。映画館としての使用が終了した後も、1965年（昭和40年）4月に市川昆監督の『東京オリンピック』の上映が行われ、日立鉱山の社内行事にも使用されたが、日立鉱山では今後の共楽館の建物の利用方法について検討が進められていった。その中で他の事業体への貸し出しや運営委託も検討されたが、結局、当時築50年でまだ使用が可能であり、日立鉱山の歴史を語る建造物として何とかして残したいという日立鉱山側の意向と、当時日立市営の体育館が無く、必要に応じて日立製作所の体育館を間借りしていた日立市の意向が合致し、1967年（昭和42年）9月28日、共楽館は日立市に寄贈された。

## 交通機関
日立鉱山専用電気鉄道が、茨城県日立市の日立駅（旧称・助川駅）から同市内の大雄院駅までを専用鉄道が結んでいた。1908年（明治41年）8月に建設が開始され、11月に開通した。当初は貨物輸送専用の予定であったが、便乗が認可され大正時代初めには旅客専用車の運行も行われるようになり、常磐線の助川駅から日立鉱山の精錬所がある大雄院までの物資と人員の移送を担った。沿線に共楽館が存在しており、今も県道36号線の脇に廃線後が残っている箇所がある。鉱山の合理化推進により物資の輸送はトラック、そして人員の輸送はバスに切り替えることとなり、1960年（昭和35年）5月末に人員の輸送が終了となり、同年10月には貨物輸送も終了し、日立鉱山専用電気鉄道は廃止となった。
現在は茨城交通（旧・日立電鉄交通サービス）の路線バスが運行している。日立駅中央口①番バス乗り場から、「東河内」行きに乗車する。

## 共楽館から日立武道館へ

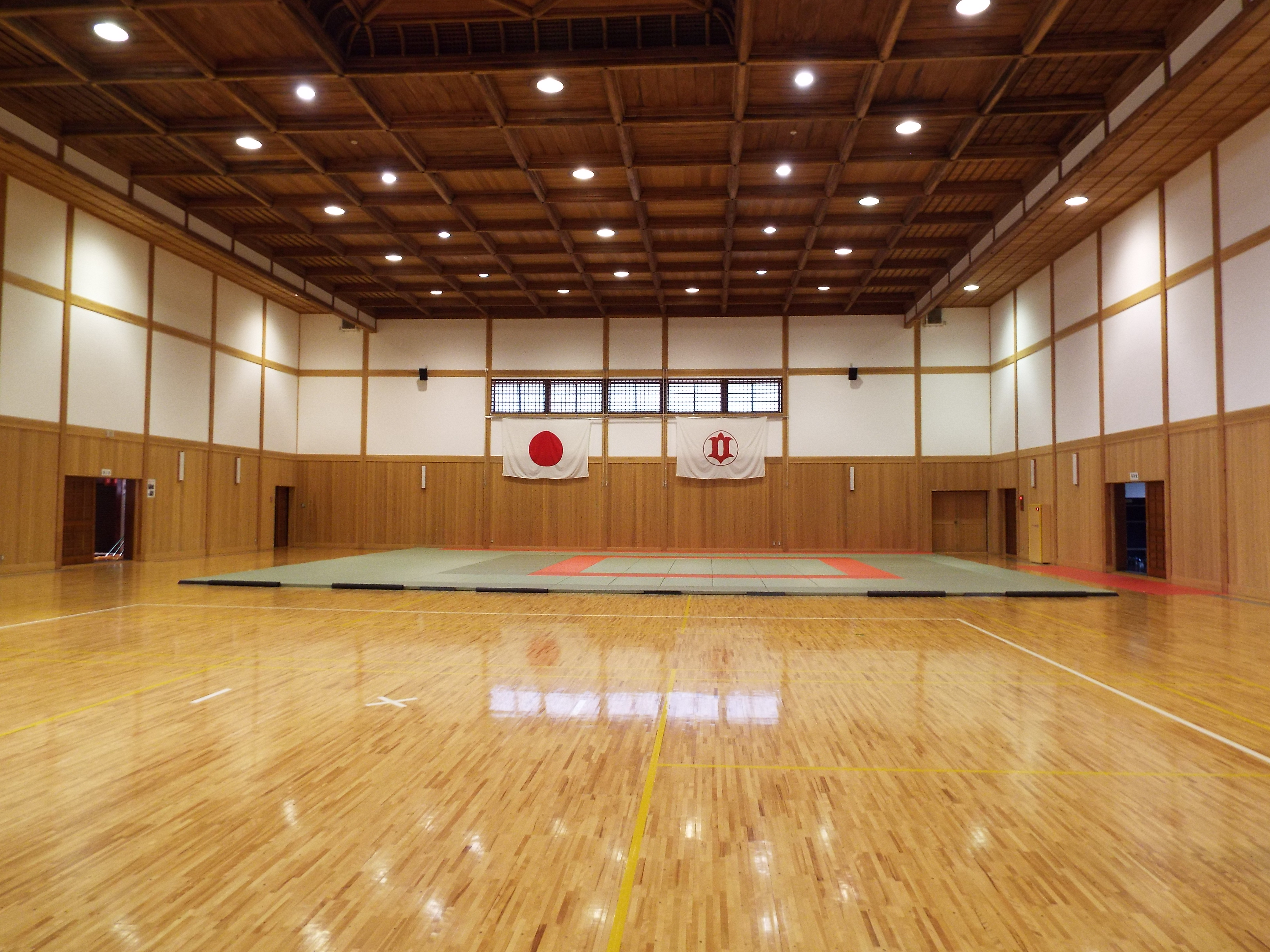
日立武道館の屋内

共楽館が日立市に寄贈された1960年代後半、日本各地の劇場は受難の時期を迎えていた。1960年代後半、全国各地の劇場、芝居小屋は急激に減少した。これは劇場、芝居小屋の多くが街中の最も賑わう場所に建てられており、地価が高く維持費用がかかる上に、土地は他の用途に転用しやすかったためであった。多くの劇場、芝居小屋は戦後まず映画館に改装され、テレビの普及とともに取り壊されていった。そして建物が残った劇場、芝居小屋も改装された上で、事務所等に転用される例がほとんどであった。共楽館もまた、前述のように1960年代にはほぼ映画館に特化していた。つまり共楽館はほぼ映画館に特化した時点で劇場としての役目をいったん終えていたが、建物そのものは日立市に寄贈されたため、取り壊されることなく生き残ることになった。
日立市が日立鉱山から共楽館の寄贈を受けた1967年（昭和42年）当時、日立市には市営体育館が無く、体育館が必要な場合には日立製作所の体育館を借りていたため、日立市は共楽館を柔道、剣道、弓道などの武道に利用する武道館とする方針を固めた。武道館とするに当たり、外観はそのまま保存し、建物内部の舞台、客席、2階部分の桟敷席を撤去するなどの改装工事を行い、改装後の1968年（昭和43年）5月1日、共楽館は日立武道館となって開館した。日立武道館の道場面積は633平方メートルであり、観客500名の収容が可能で更衣室、シャワーなどの設備が備えられた。
日立武道館は日立市内外の武道団体の練習会場や、日立市の総体を始めとした武道大会会場などに利用されている。後述する老朽化によって一時閉鎖される2005年（平成17年）以前には年間を通じて延べ約12,000名の利用者があった。日立武道館は改修後の2011年（平成23年）度に利用が再開され、2013年（平成25年）度には延べ12,839名が利用している。

## 共楽館の復活運動

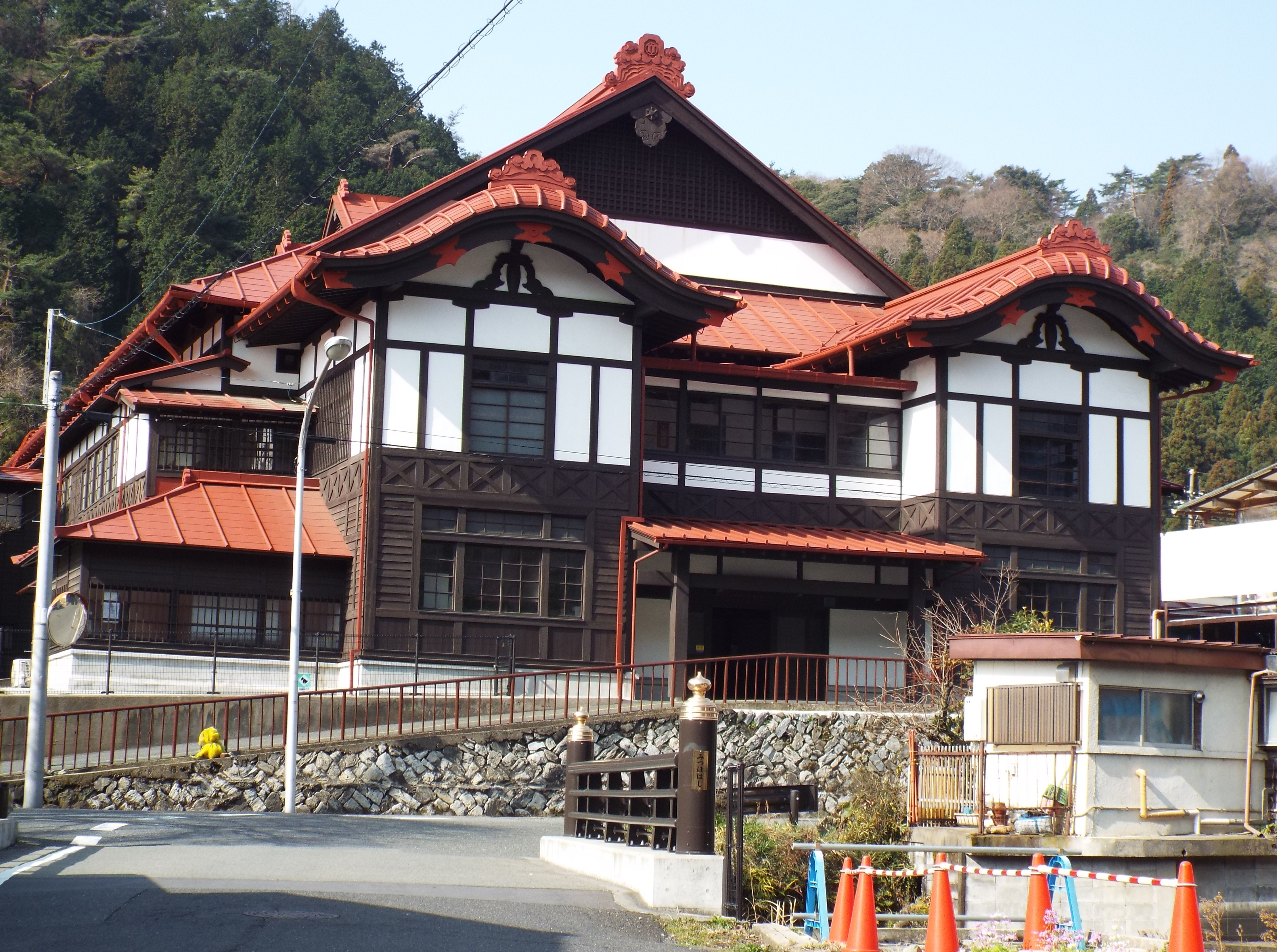
正面方向から見た旧共楽館（日立武道館）

武道館に改装された共楽館であるが、改装後まもなく日立鉱山関係者を中心に、元の劇場、芝居小屋として復活を希望する声が上がり始めた。しかし前述のように1960年代半ば以降、全国の劇場、芝居小屋は冬の時代を迎えており、松竹や東宝などの大資本による大都市部の劇場を除き、劇場、芝居小屋としての活動を続けていけたのは福岡県飯塚市の嘉穂劇場のみとなった。その中で武道館に改装されて建物自体は残った共楽館と同様に、映画館から事務所となって建物は残った内子座のように、転用等をされながら建物は残る例もあったが、多くの劇場、芝居小屋は取り壊されていく。日立鉱山においても本山地区の本山劇場は、1981年（昭和56年）9月30日の日立鉱山閉山式の会場となったのを最後に取り壊された。結局かつて鉱山の福利厚生施設として建設された劇場、芝居小屋で建物が残ったのは共楽館以外では小坂鉱山の康楽館のみであり、鉱山当局が作ったもの以外の鉱業関連地域に建設された劇場、芝居小屋に範囲を広げてみても、共楽館、康楽館と筑豊炭田地区の嘉穂劇場の3カ所しか残らなかった。
1980年代に入ると、受難続きであった劇場、芝居小屋に対する関心が高まり始めた。これは1980年代以前に各地で建設が進んだ公立の文化施設はいわば多目的ホールであって、多種多様な舞台芸術それぞれにとって必ずしも満足できる内容のものではなかったため、量的には需要を満たすようになったものの、質的な面での不満が次第に高まってきたことが背景として挙げられる。この不満は劇場に対する関心の高まりに繋がり、やがて古い劇場、芝居小屋にも注目が集まるようになっていった。そして1970年（昭和45年）に重要文化財に指定され、1976年（昭和51年）に移築修復が行われた香川県琴平町の旧金毘羅大芝居が大きな注目を集めたことと、各地の古い町並みが重要伝統的建造物群保存地区として選定されるようになり、町並みの中の古い劇場、芝居小屋にも関心が持たれるようになったこともこの流れを加速させる要因となった。
1980年代には先述の旧金毘羅大芝居で歌舞伎の興行が復活し、内子座、康楽館、八千代座が復活を遂げた。そしてもとは日立鉱山の劇場であった日立武道館でも、劇場としての復活を求める声が高まってきた。1993年（平成5年）2月には「共楽館を考える集い」が結成され、全国各地の市民団体と連携しながら劇場、芝居小屋の復元運動に取り組み、更に共楽館の復元と活用を求める署名活動、講演会の開催、広報誌発行などを行っていった。このように1990年代に入って高まってきた共楽館の復活運動に対して、日立市側も1997年（平成9年）の基本計画内で共楽館の文化的活用について言及した。このような中、共楽館は地域で活用され続けている貴重な劇場建築であることが評価され、1999年（平成11年）7月8日に旧共楽館（日立武道館）として国の登録有形文化財に登録される。
しかし日立市の財政悪化のため、共楽館の文化的活用は見送られていく。劇場、芝居小屋としての復活が遠くなる中で、2000年代に入ると共楽館を考える集いの運動も、もともとの劇場、芝居小屋の復元運動から産業遺産保存活用による町おこし的な運動が中心となっていく。このように町おこし的な活動に活動の重点が移っていく中で、共楽館を考える集いは2004年（平成16年）12月にNPO法人となった。

## 老朽化と改修工事

### 老朽化が進む共楽館と改修工事

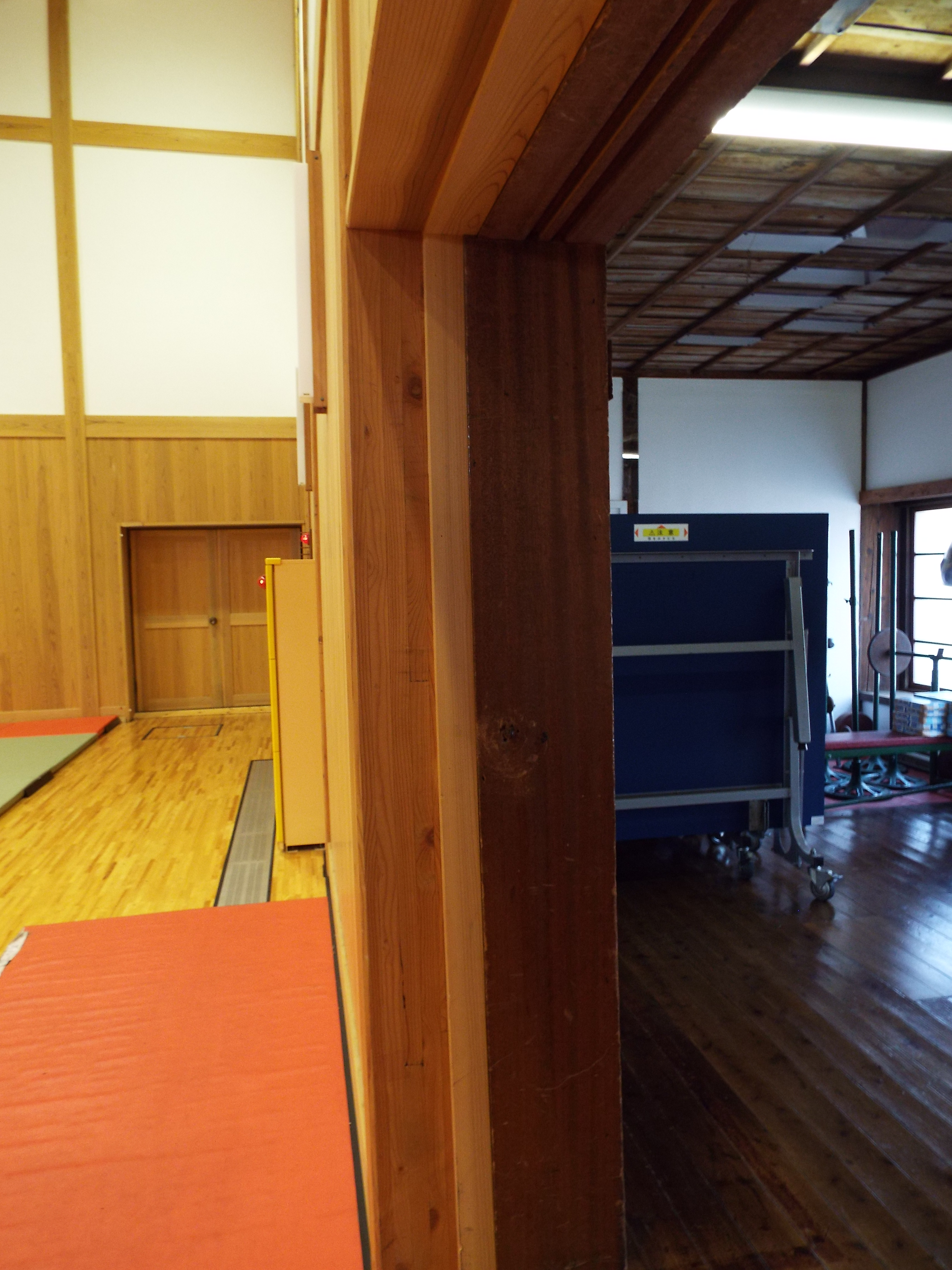
日立武道館の用具室入り口。右側の柱が創建当時のもので、左側の柱、壁が2011年竣工の耐震補強工事により、補強されたもの。

平成に入るころから、共楽館は雨漏りなどの老朽化が目立つようになってきた。日立市は1995年（平成7年）から翌1996年（平成8年）にかけて約1800万円をかけて雨漏りの応急対策工事を行った。なお、この応急工事時に1940年（昭和15年）頃に設置された火の見櫓は最終的に撤去される。しかしその後も雨漏りは続き、2000年（平成12年）6月の共楽館建築調査時に雨漏りが激しい状況が指摘され、2003年（平成15年）8月には雨漏り調査が実施された。調査の結果、全部で12カ所の雨漏りが確認され、その多くが屋根にすき間が空いてしまっていることによる雨漏りであることが明らかとなった。雨漏りの他にも雨樋の腐食も激しくなっており、雨漏りと雨樋の腐食によって漆喰壁の剥落、土台の腐食なども確認されるようになった。2005年（平成17年）になると雨漏りはより激しくなり、館内にバケツを置いたりブルーシートを敷くなどして対応せねばならない状態となった。同年11月からは共楽館の耐震構造調査が実施された。調査の結果、震度6程度の地震で倒壊する恐れがあることが判明し、2006年度（平成18年度）から共楽館の使用は禁止されることになった。
当初、共楽館は2年間の予定で改修が行われる予定であった。しかし改修はなかなか始まらなかった。この間、2007年（平成19年）には経済産業省は地域活性化のため、優れた産業遺産を近代化産業遺産として認定した。共楽館も「近代日本の重工業化と地域経済の発展を支えた常磐地域の鉱工業関連遺産群」の構成遺産として推薦されていたが、日立市は建物の老朽化と利用方針が確定していないことを理由として推薦を辞退する。なかなか共楽館の改修工事が始まらない状況を見て、2009年（平成21年）5月に共楽館を考える集いは日立市長に対して早急な修理を求める要望書を提出した。
結局、2009年（平成21年）9月28日、日立市定例議会は麻生内閣の地域活性化・経済危機対策臨時交付金から約2億4000万円、合併特例債約1億5000万円、そして日立市の一般財源から約23万円の、総額4億円近くの共楽館改修予算を可決した。そして9月30日には共楽館がこれまで日立市民文化の向上、振興に大きな寄与をしてきたこと、和洋折衷の大型木造建造物として特に外観は創建当時の形を良く残していて文化的に高い価値が認められること、更に日立市の鉱工業発展を示す貴重な産業遺産であることが評価され、日立市の有形文化財に指定された。
日立市は共楽館の改修費用の予算を可決したが、これは建物の老朽化と耐震性の問題を解決する必要最小限のものであり、共楽館を考える集いなどが求めていた劇場、芝居小屋としての復活を目指したものではなかった。工事は雨漏りの原因である屋根の葺き替え、耐震性の強化のため、現存の建物の壁面内側に木造の補強壁を設置すること、外壁は既存の漆喰を塗った杉板を取り外し、破損が著しい杉板は交換し、補修可能な杉板は補修を行った上で漆喰を塗り直す、更には土台の改修、天井の雨漏り部分の修繕などという内容で行われることになった。
2002年（平成14年）7月24日午後10時10分ごろ、「共楽館」（現・日立市武道館）から出火、木造二階建て千六百十五平方㍍のうち、一階南側トイレ付近の外壁など約三十平方㍍を焼失した。日立署は、現場周辺には普段火の気がなく、建物の外側が燃えていることから、放火の疑いもあるとして捜査を行った。

### 三たび危機を乗り越えた共楽館
2010年（平成22年）1月、共楽館の改修工事が開始された。館内の工事は3月半ば、屋根は5月から工事が始められた。工事は順調に進み、2011年（平成23年）2月には共楽館の周辺整備が始まった。
共楽館の改修工事がほぼ終了し、竣工直前となっていた2011年（平成23年）3月11日、東日本大震災が発生した。日立市は震度6強の揺れに襲われ、多くの建物が全半壊した。しかし共楽館は耐震補強工事が終了した直後であったため、2階部分の漆喰壁に若干の被害があった他、玄関と土台に浅いひびが入った程度の極めて軽微な被害にとどまった。大震災は改修工事の進捗に影響を与えることは無く、3月25日には竣工し、工事内容の検査も月末までに完了した。そして5月からは日立武道館としての利用が再開された。
現在、大都市部にある商業資本による大劇場以外、日本にある劇場、芝居小屋の多くは行政が所有権を持ち、個人所有の劇場、芝居小屋もなんらかの公的支援を仰いでいる例が多い。これは現状では劇場のほとんどが商業ベースに乗っていないことの反映であり、劇場、芝居小屋の再生、そして再生された後も公的支援が不可欠な現状となっている。一方、かつての劇場、芝居小屋の再生運動や運営に参加している人たちの意識は、古い劇場、芝居小屋へのノスタルジー、地域住民として劇場、芝居小屋の運営に参画していくという意識、そして町おこしという3つの意識が交錯していて、地方自治体の財政難の中、支援している人々と行政との間の溝が深まっている。
このような流れの中で、共楽館のありかたについても、劇場、芝居小屋としての復活を求める市民団体である共楽館を考える集いがある一方で、財政難の中、改修工事も当初の予定通りには進まず、結局建物の老朽化と耐震性の問題を解決する必要最小限の工事が行われ、日立武道館として使用が再開されている。改修工事後も劇場、芝居小屋としての復活を求める声は継続しており、これまで戦災、劇場、芝居小屋の衰退、そして東日本大震災という危機を乗り越えてきた共楽館は、そのあり方についての論議が続いている。